# Muranów

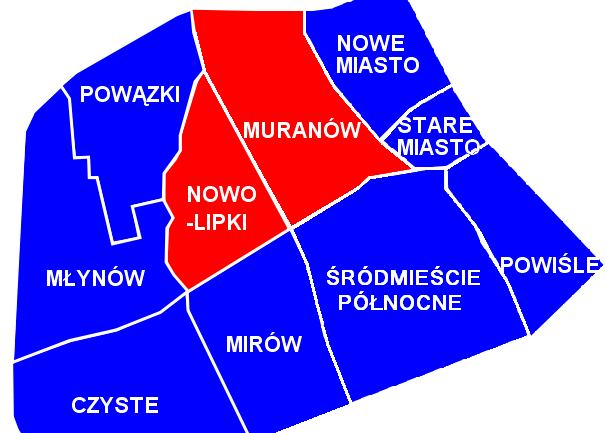
Muranów na tle sąsiednich obszarów MSI

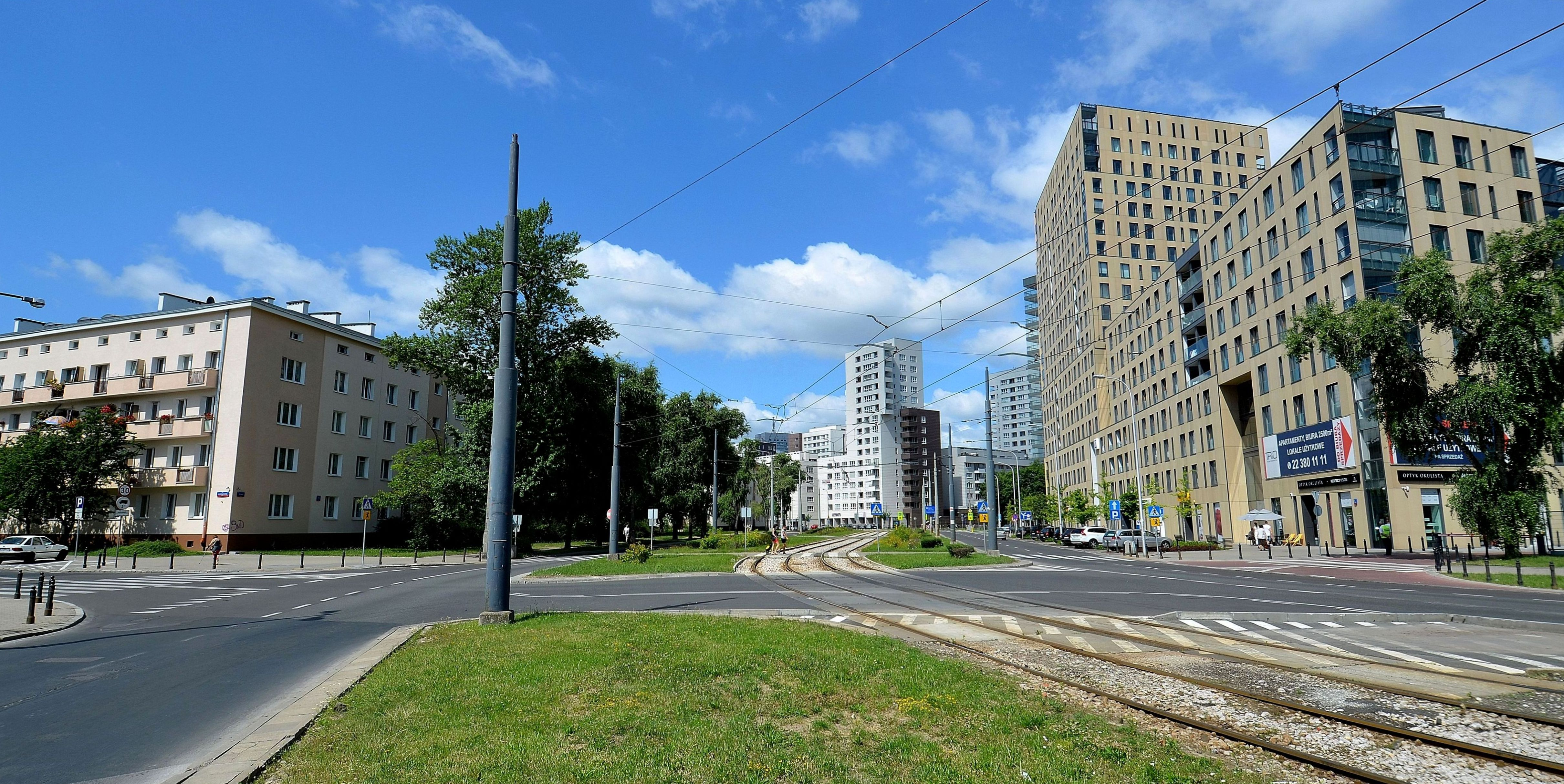
Ulica Stawki

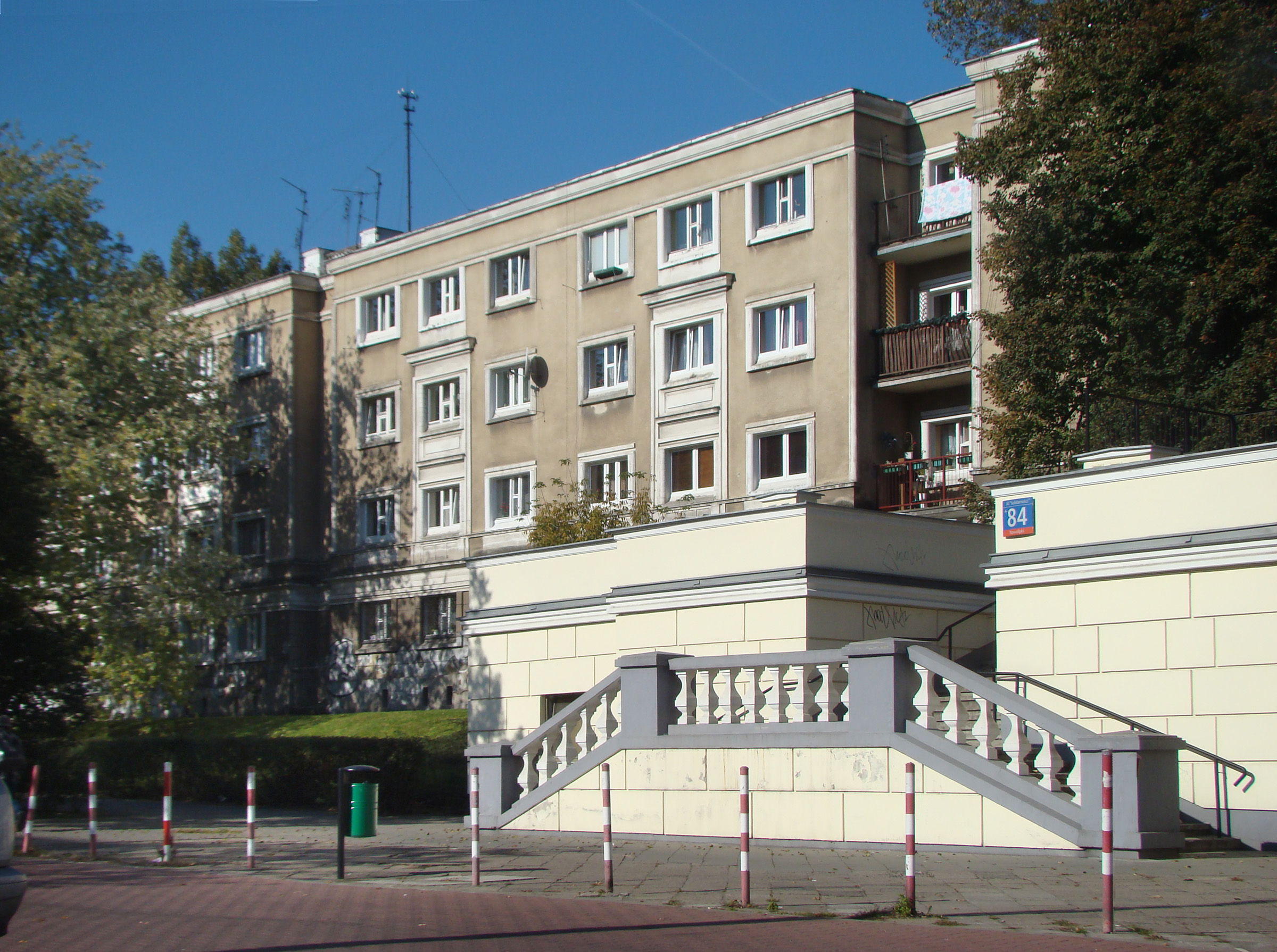
Bloki Muranowa Południowego

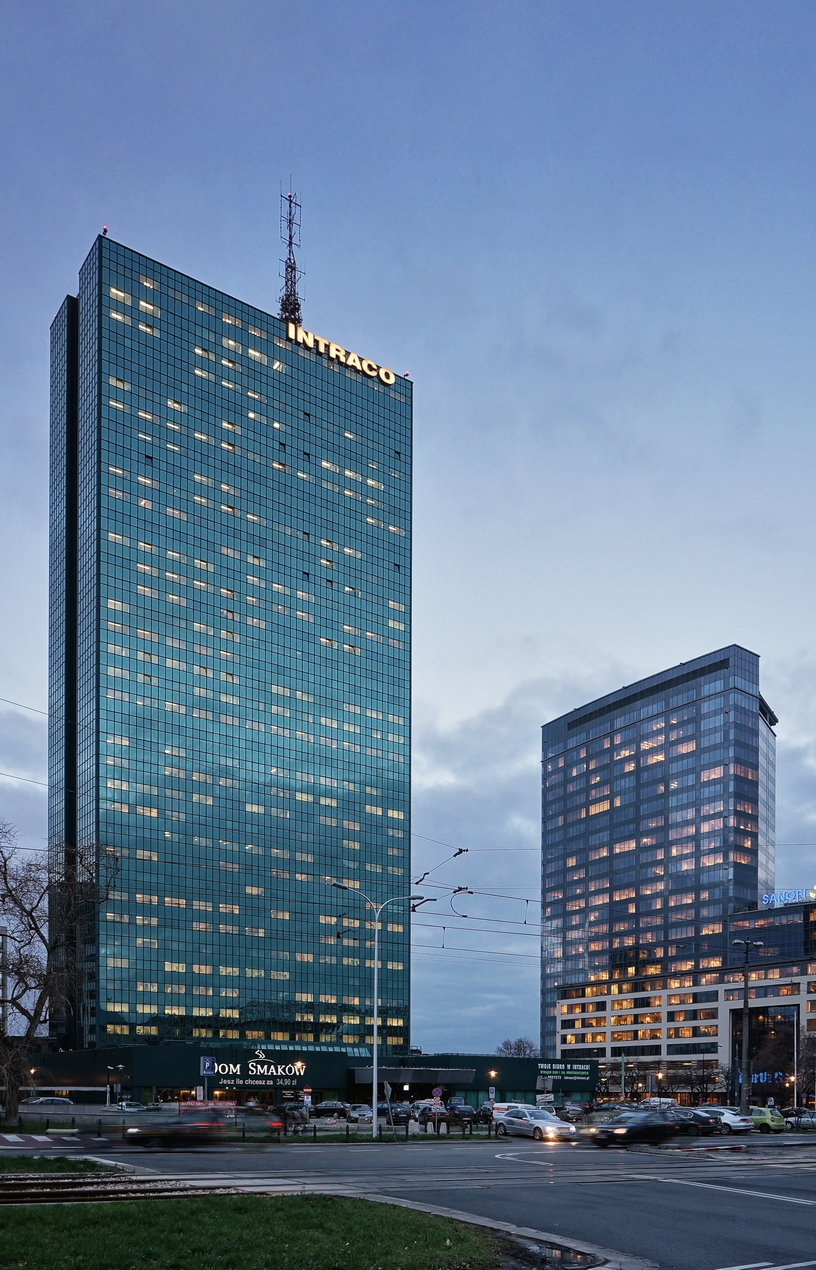
Biurowce Intraco I i North Gate

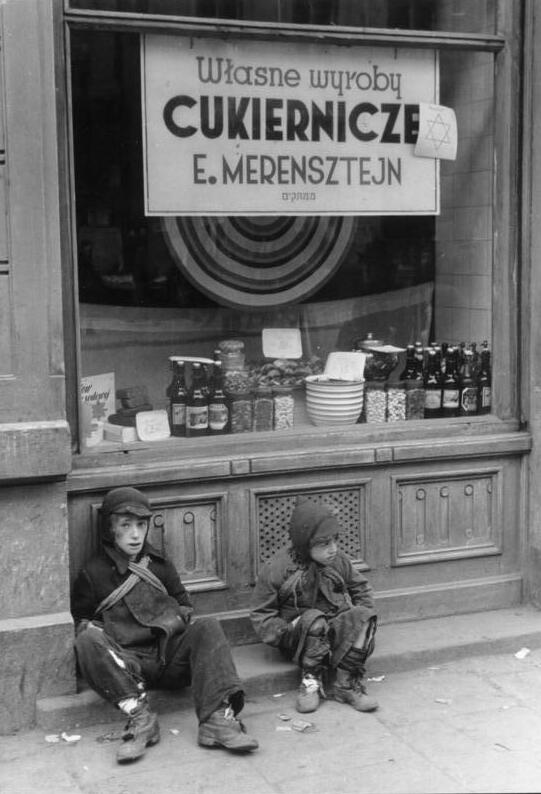
Ul. Nowolipki w 1941

Muranów – historyczna część miasta Warszawy położona w dzielnicach Wola i Śródmieście.

## Etymologia
W 1686 Włoch Józef Szymon Bellotti, nadworny architekt królów Michała Korybuta-Wiśniowieckiego i Jana III Sobieskiego, zbudował pałac Murano (resztki rozebrano na przełomie XIX – XX w.), który nazwał tak, by upamiętnić wyspę Murano, należącą do jego ojczystej Wenecji.
Muranów znajduje się w centralnej części Warszawy, a jego granice wyznaczają al. „Solidarności” i ul. Leszno od południa, ul. Okopowa od zachodu, tory kolejowe od północy oraz ulice Bonifraterska i Miodowa od wschodu.
Administracyjnie leży dwóch dzielnicach: na Woli i w Śródmieściu. W Miejskim Systemie Informacji Muranów podzielony został na dwa obszary. Jego zachodnia część (położona na Woli) w MSI funkcjonuje pod nazwą Nowolipki, zaś wschodnia pod nazwą Muranów. Autorzy MSI wprowadzili zatem nową, ahistoryczną nazwę, albowiem nie chcieli, by ta sama nazwa osiedla funkcjonowała w dwóch dzielnicach. Odrzucono nazwy Muranów Wolski, Muranów Zachodni, Nowy Muranów. Obszar ten nazwę wziął od jednej z ulic. Decyzja ta spotkała się z niezrozumieniem. Nowolipki nie nawiązują do żadnej historycznej jurydyki (na obszarze tym funkcjonowały Leszno, Parysów i Nowolipie).
W 2011 uchwałą nr 54/6/2011 Rady Dzielnicy Śródmieście została powołana jednostka niższego rzędu – osiedle Muranów w dzielnicy Śródmieście m. st. Warszawy, które swoim zasięgiem objęło obszar ograniczony granicą z Żoliborzem (torami kolejowymi linii obwodowej) i ulicami gen. W. Andersa, al. „Solidarności” i al. Jana Pawła II, a więc obszar mniejszy względem obszaru MSI.
Na terenie osiedla Muranów działa rada osiedla (samorząd lokalny) z siedzibą przy ul. Nowolipie 9/11.
Na obszarze historycznego Muranowa wyróżnić można inne jednostki urbanistyczne: Muranów Południowy, Wielądka, Parysowska, Świętojerska, Leszno, Nowolipie, Muranów Północny, Osiedle Prezydenckie, Osiedle Stawki, Osiedle Inflancka.

## Historia
Pierwsze osiedle mieszkalne powstało na tym terenie w XVII w. Tereny obecnego Muranowa zajmowały jurydyki: Wielądka, Parysowska, Świętojerska, Leszno, Nowolipie oraz Szymanowska. Jurydyki miały własną administrację (ratusz), prawa miejskie, osadnictwo. Spełniały zadanie współczesnych przedmieść. Rozwijały się na wąskich pasach ziemi, wzdłuż działek rolnych, wytyczonych prostopadle do Wisły. Obecny przebieg ulic przypomina owe dawne prywatne miasteczka.
Od początku XIX w. tereny współczesnego Muranowa zaczęły być zasiedlone przez ludność żydowską. W 1806 roku władze pruskie wydały zarządzenie o wysiedleniu Żydów z obszaru Starego i Nowego Miasta na tereny na zachód od ulic Bielańskiej, Miodowej i Freta. Od 1809 Żydzi nie mogli się osiedlać przy ulicach znajdujących się w śródmieściu ówczesnej Warszawy. Pomimo rosyjskiego ukazu tolerancyjnego (1862), który zniósł większość ograniczeń prawnych ciążących na Żydach w Królestwie Polskim, w Warszawie nadal osiedlali się na terenie licznie zamieszkiwanym przez współwyznawców.
U progu XX wieku cała dzielnica była miastem w mieście, w dodatku pełnym skrajnych kontrastów. W 1916 roku zabudowa była bardzo gęsta, a obiekty o charakterze przemysłowym występowały na przemian z zabudową mieszkaniową. Na terenie dzielnicy znajdowało się kilka budynków o określonych funkcjach, jak np. Pałac Mostowskich, Pawiak i jego oddział kobiecy na ul. Dzielnej zwany potocznie Serbią, zajezdnia tramwajowa przy ul. Sierakowskiej, bocznice kolejowe wzdłuż ul. Dzikiej, kilka budynków szkół oraz szpital św. Zofii przy końcu ul. Żelaznej. Miejscami zabudowa była tak gęsta, że przypadało 1000 osób na kilometr kwadratowy. Była to hermetyczna dzielnica, o specyficznym charakterze, określana mianem Północnej. Jej granice wyznaczały: na północy tory kolejowe w rejonie dzisiejszej ulicy Stawki, na zachodzie Okopy Lubomirskiego (obecnie ulica Okopowa), na wschodzie Ogród Krasińskich, a na południu ulica Leszno (granica południowa była dość płynna).
Ludność żydowska osiedlała się także na Grzybowie i Mirowie.

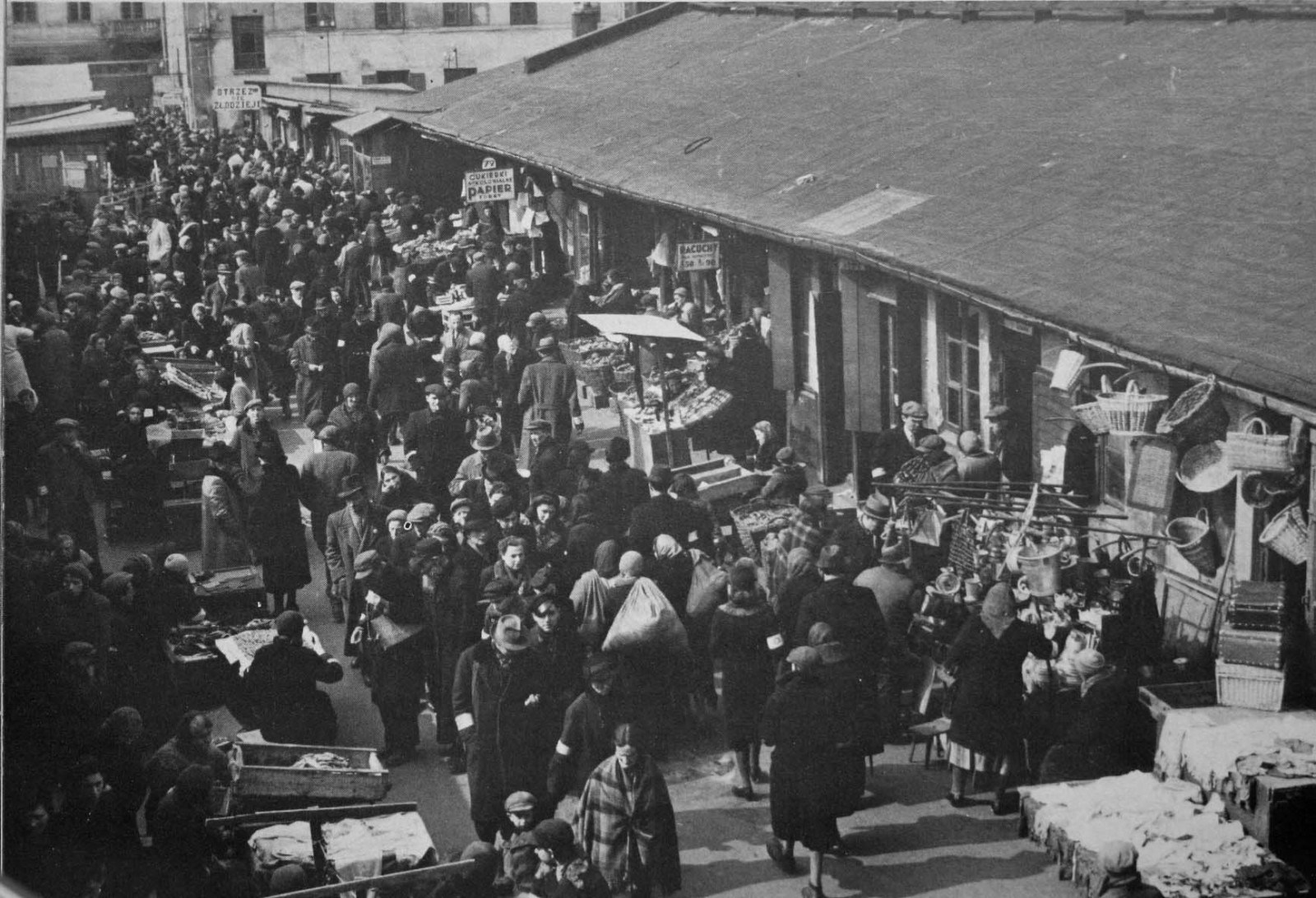
Targ w getcie, ul. Leszno i Nowolipie

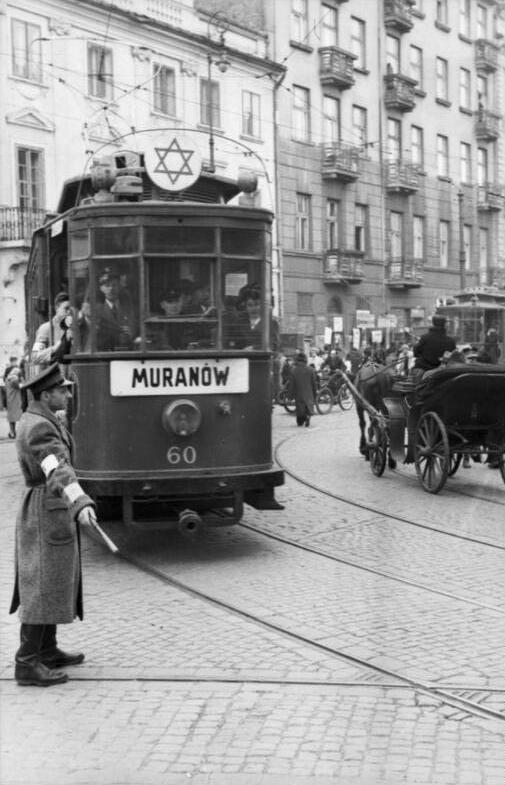
Tramwaj w dawnym getcie, skrzyżowanie Karmelickiej i Leszno

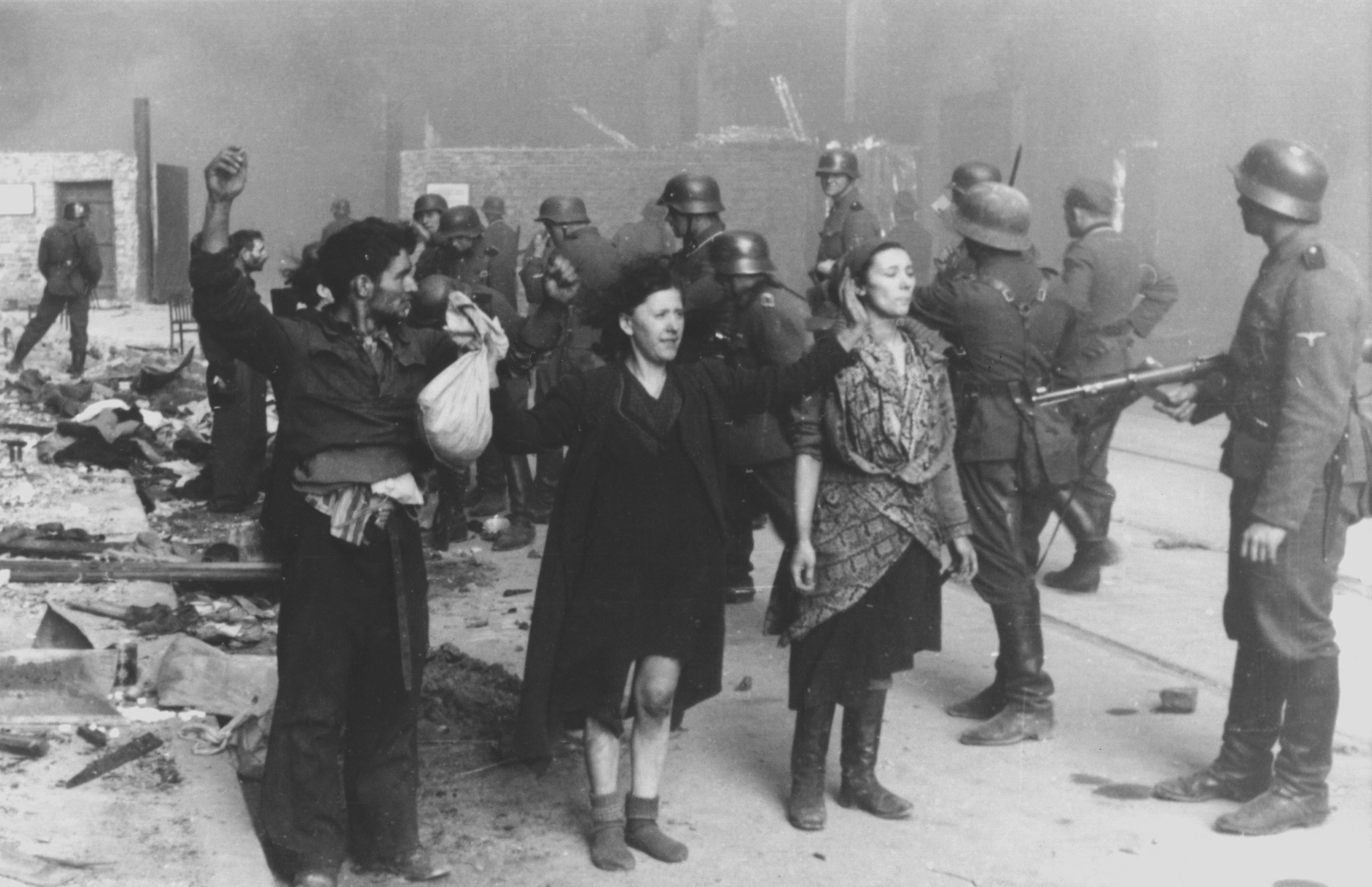
Powstańcy w getcie w 1943 roku

Przed wybuchem II wojny światowej mieszkało tam ćwierć miliona osób, gdzie Żydzi stanowili około 90% populacji. Była to najgęściej zabudowana część Warszawy. W 1938 na 1,2% powierzchni miasta mieszkało 12,4% ludności.
Dominacja ludności żydowskiej wpłynęła na decyzję o włączeniu Muranowa do getta podczas II wojny światowej. 16 listopada 1940 getto zostało zamknięte i odcięte od świata oraz otoczone murem z 450 000 mieszkańców. Jedynym obszarem niewłączonym do getta były okolice ul. Leszno (al. Solidarności, tereny parafii kalwińskiej i szpitala ewangelickiego), okolice Arsenału, Ogród Krasińskich oraz tereny na północ od ul. Stawki. Uwięzionym w nim Żydom pomagała Żegota. W getcie istniała konspiracyjna Żydowska Organizacja Bojowa, której celem była walka z niemieckim okupantem. Ostatecznie ona i jej przywódca Mordechaj Anielewicz w 1943, w wigilię żydowskiego święta Paschy, doprowadzili do wybuchu powstania w getcie. Po upadku powstania zrównano z ziemią cały Muranów zostawiając jedynie kościół św. Augustyna, kilka budynków przy ul. Stawki, Dzikiej, Żelaznej, Wroniej, oraz wypalone ściany wojskowego więzienia śledczego Gęsiówka.
Kolejnych zniszczeń dokonano w trakcie działań powstania warszawskiego i po jego upadku. 21 sierpnia 1944 grupy powstańcze wycofały się z Muranowa. Niemcy w odwecie wymordowali ok. 200 osób, których podejrzewali o związki z powstańcami.
Po zakończeniu wojny Muranów, jako najbliższa centrum dzielnica mieszkaniowa, miał być przeznaczony głównie dla ludzi pracujących w biurach i instytucjach śródmieścia. Część nowych budynków została posadowiona na pozostawionych gruzach ceglanej zabudowy getta co sprawia, że w tych miejscach teren poza ulicami i chodnikami jest podwyższony. Z biegiem lat część budynków zaczęła osiadać i musiała zostać wzmocniona.

## Obiekty niezachowane

### Budynki zniszczone przed II wojną światową
- Kościół Świętej Trójcy i klasztor brygidek – murowany kościół wybudowany w latach 1652/58, istniał do ok. 1892 r., ul. Długa
- pałac Murano – zbudowany w 1686 r., rozebrany w II połowie XIX wieku, na jego miejscu stanęła zajezdnia tramwajowa; obecnie okolice biurowca Intraco
- Wał Zygmuntowski
- Okopy Lubomirskiego
- Koszary Artylerii Koronnej, zwane Koszarami Wołyńskimi – obecnie ul.Lewartowskiego (poprzednio ul. Wołyńska)

### Budynki zniszczone w wyniku działań wojennych
- Więzienie kobiece „Serbia”
- Pasaż Simonsa

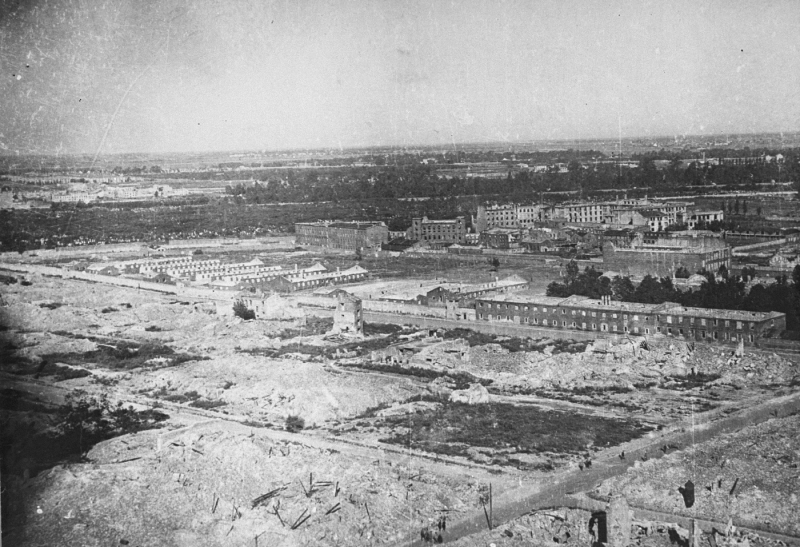
Widok z wieży kościoła św. Augustyna w 1945

- Szpital Żydowski – zbudowany w 1827 na rogu Inflanckiej i Pokornej, działał do 1944
- Synagoga Towarzystwa Moriah – ul. Dzielna 7
- Żydowski Dom Studiów Religijnych i Modlitwy – ul. Żelazna 57
- Pałacyk Gunderlacha – ul. Dzielna 17
- Garbarnia „Bracia Pfeiffer, Szlenkier i Temler” na miejscu obecnego Domu Mody Klif w rejonie Okopowej u zbiegu z byłą ulicą Glinianą, naprzeciw Cmentarza Żydowskiego
- Szpital Ewangelicki – ul. Karmelicka
- Kercelak – plac Kercelego (targowisko)
- Gmach I Oddziału Warszawskiej Straży Ogniowej – ul. Nowolipki 1
- Gmach II Rosyjskiego Gimnazjum Męskiego – ul. Nowolipki 11/13/15
- Kamienica Eugeniusza Torzewskiego – ul. Nowolipki 51

### Budynki zburzone po wojnie

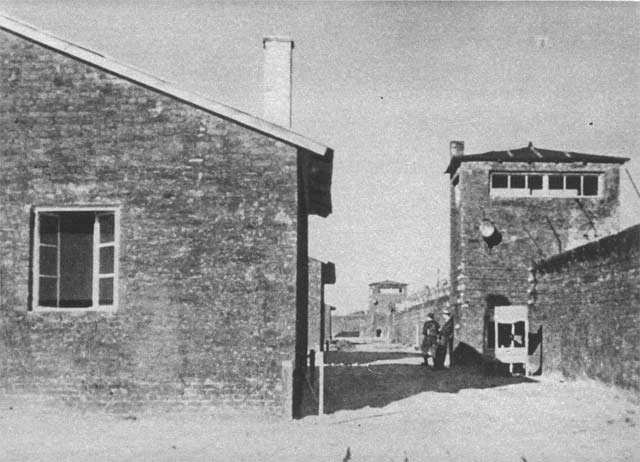
Więzienie Gęsiówka w 1944 r.

- Ratusz jurydyki Leszno – al. Solidarności 103, dawne Leszno 29, mimo że ocalał po wojnie, w czasie odbudowy ulicy rozebrano go
- Budynek byłych zabudowań Koszar Artylerii Koronnej (zwane także Koszary Wołyńskie), byłego przedwojennego więzienia wojskowego do 1939 roku i późniejszej siedziby w czasie wojny Judenratu na terenie naprzeciwko Pomnika Bohaterów Getta w Warszawie – dawniej przy ulicy Zamenhofa 19, róg Gęsiej
- Gęsiówka – ocalałe resztki obozu rozebrano w latach 60. XX wieku, dawna ul. Gęsia 24, róg ul. Lubeckiego
- Fabryka Kamlera, ul. Dzielna

### Dawne cmentarze
- cmentarz epidemiczny, przekształcony w cmentarz luterańsko-kalwiński[12]
- przyklasztorny brygidek[13]
- przyklasztorny bonifratrów[14]
- przyklasztorny kapucynów[15]
- przyklasztorny karmelitów[16]

### Dawne ulice

#### Ulice nieistniejące
- Więzienna (okolice Pawiaka)
- Kupiecka (okolice współczesnej Miłej)
- Esplandowa (okolice współczesnej Inflanckiej)
- Przebieg (okolice współczesnego pl. Muranowskiego)
- Ostrowska (okolice współczesnej Miłej)
- Libelta (okolice współczesnej Miłej)
- Wołyńska (okolice współczesnej Nalewki)
- Meiselsa (okolice współczesnej Nalewki)
- Mylna (okolice współczesnej Nowolipie)
- Nowowołyńska (okolice współczesnej Niskiej)
- Sochaczewska (okolice współczesnej Niskiej)
- Kampinowska (okolice współczesnej Okopowej)
- Zielona (okolice współczesnej Inflanckiej)
- pl. Parysowski (okolice współczesnej Dzikiej)
- Sierakowska (okolice współczesnej Inflanckiej)
- Rogatki Powązkowskie (okolice współczesnej Okopowej)
- Załuskich (okolice współczesnego pl. Bankowego)
- pl. Broni (okolice współczesnej Stawki)
- Szczęśliwa (okolice współczesnego ronda „Radosława”)
- Nowodzika (okolice współczesnego ronda „Radosława”)
- Błońska (okolice Arkadii)
- Kampinoska (okolice Niskiej na zachód od Smoczej)
- Sochaczewska (okolice Niskiej)
- Świętej Kingi (przedłużenie Niskiej na zachód od Okopowej, w stronę Cm. Żydowskiego.

#### Nowe nazwy ulic
- Nowokarmelicka, Parysowska, Druckiego-Lubeckiego, obecnie część al. Jana Pawła II
- Nalewki, zachowała się tylko część dawnej ulicy pod nazwą ul. Bohaterów Getta, w 2019 zmienioną na ul. Stare Nalewki[17]
- Gęsia, zachowana częściowo jako Mordechaja Anielewicza oraz Nalewki

## Współczesna architektura

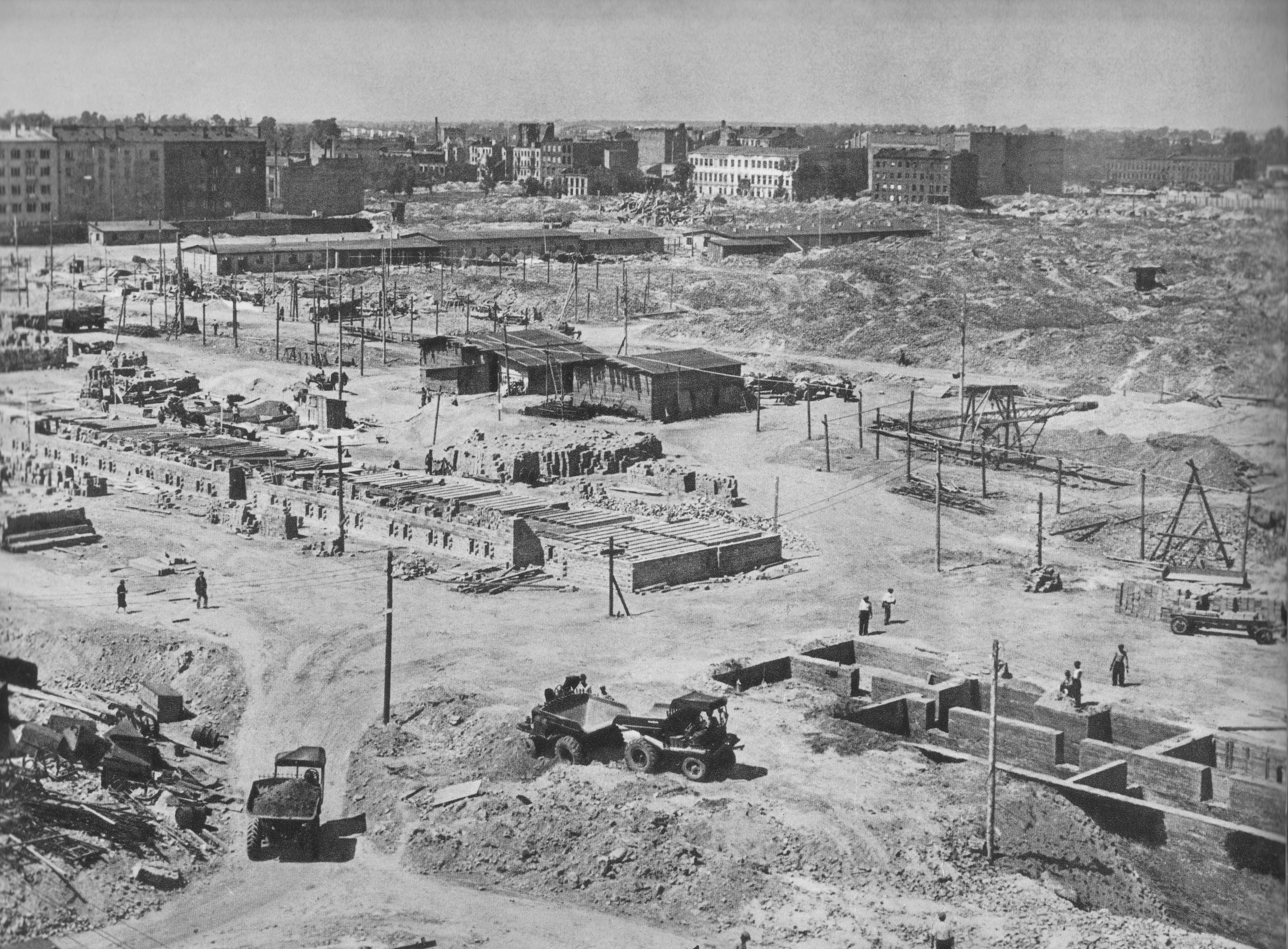
Początek budowy osiedla Muranów Południowy (1949)

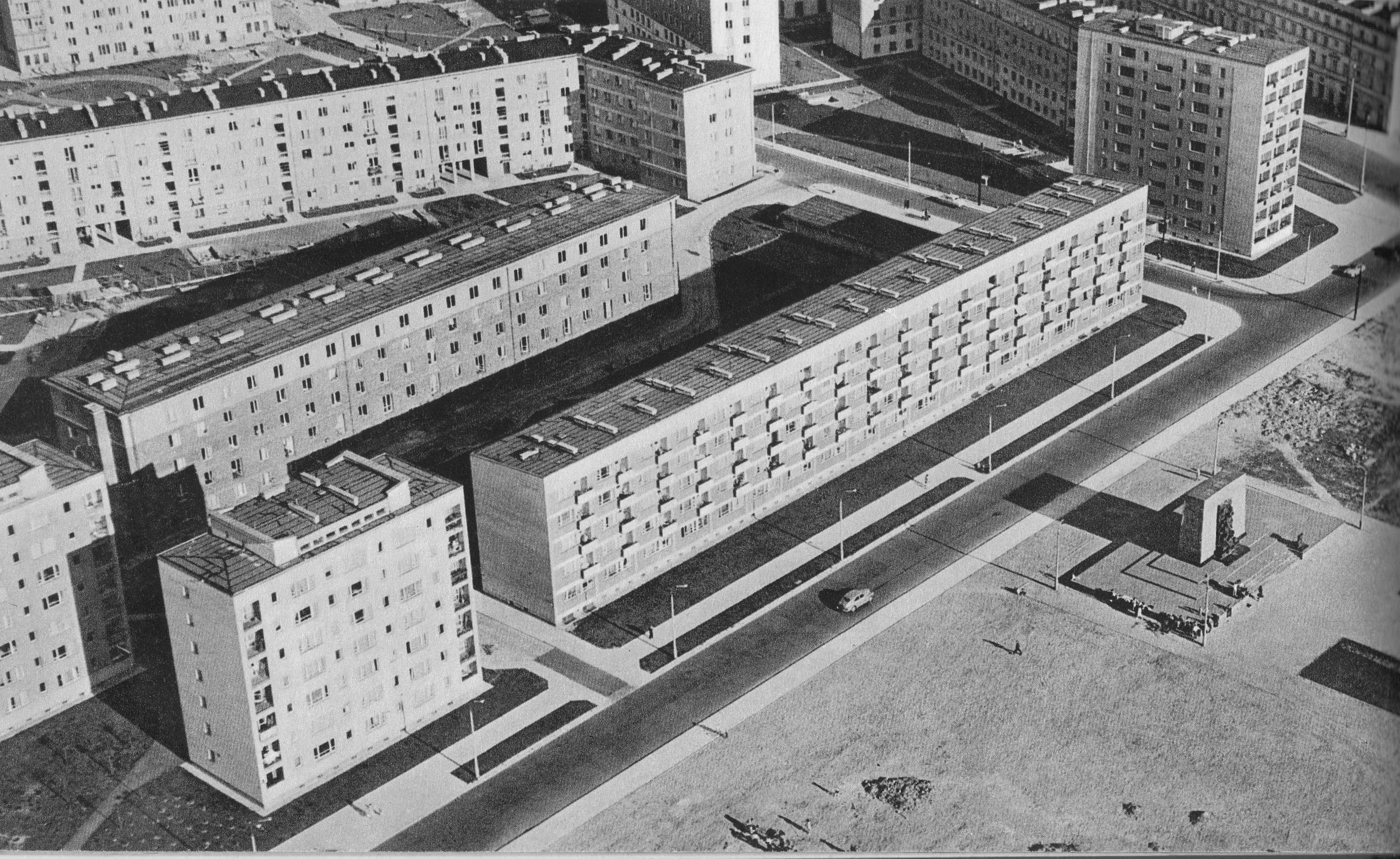
Osiedle Muranów w latach 60., na pierwszym planie ul. Ludwika Zamenhofa i pomnik Bohaterów Getta

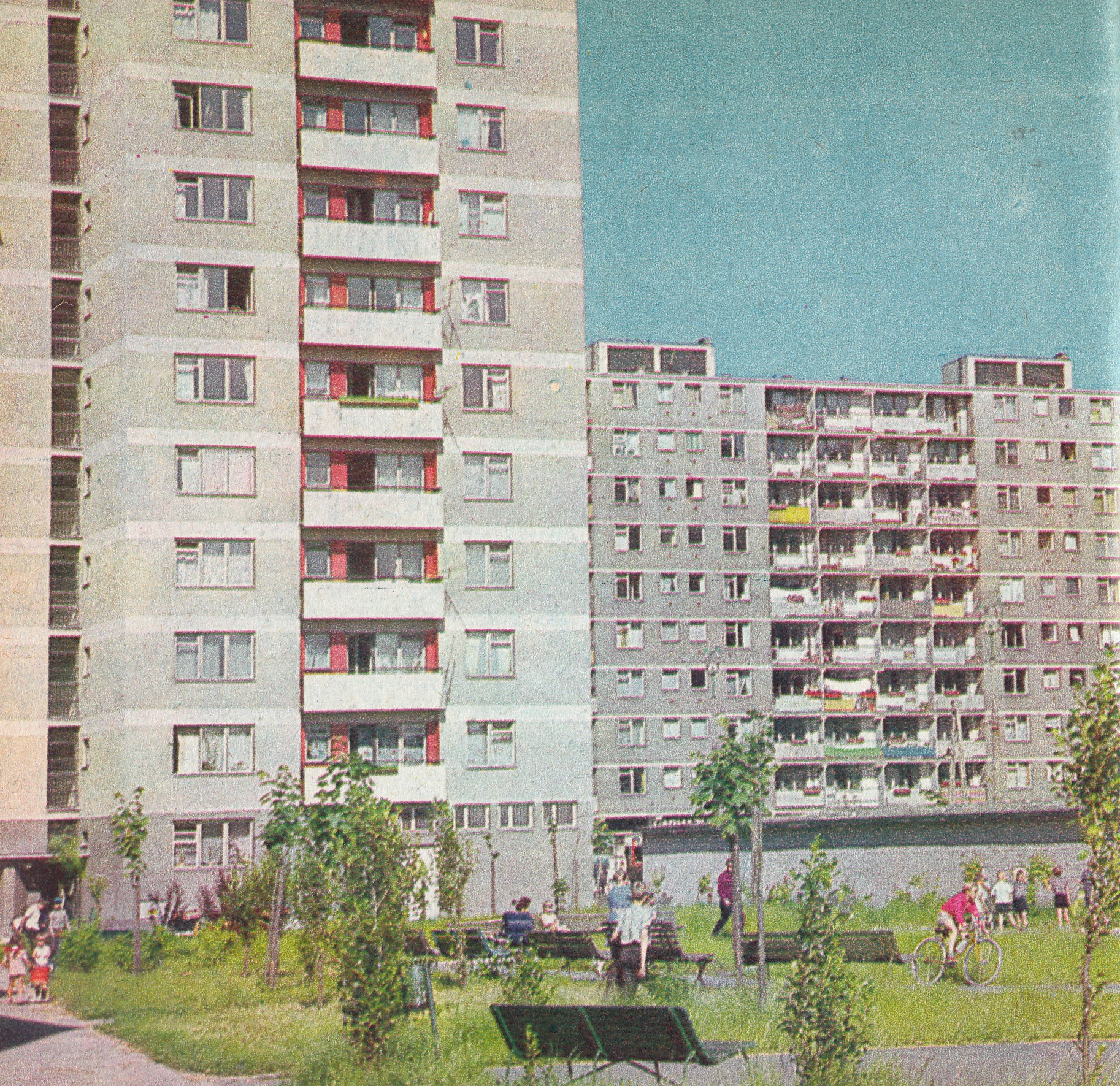
Fragment osiedla Muranów Północny w latach 60.)

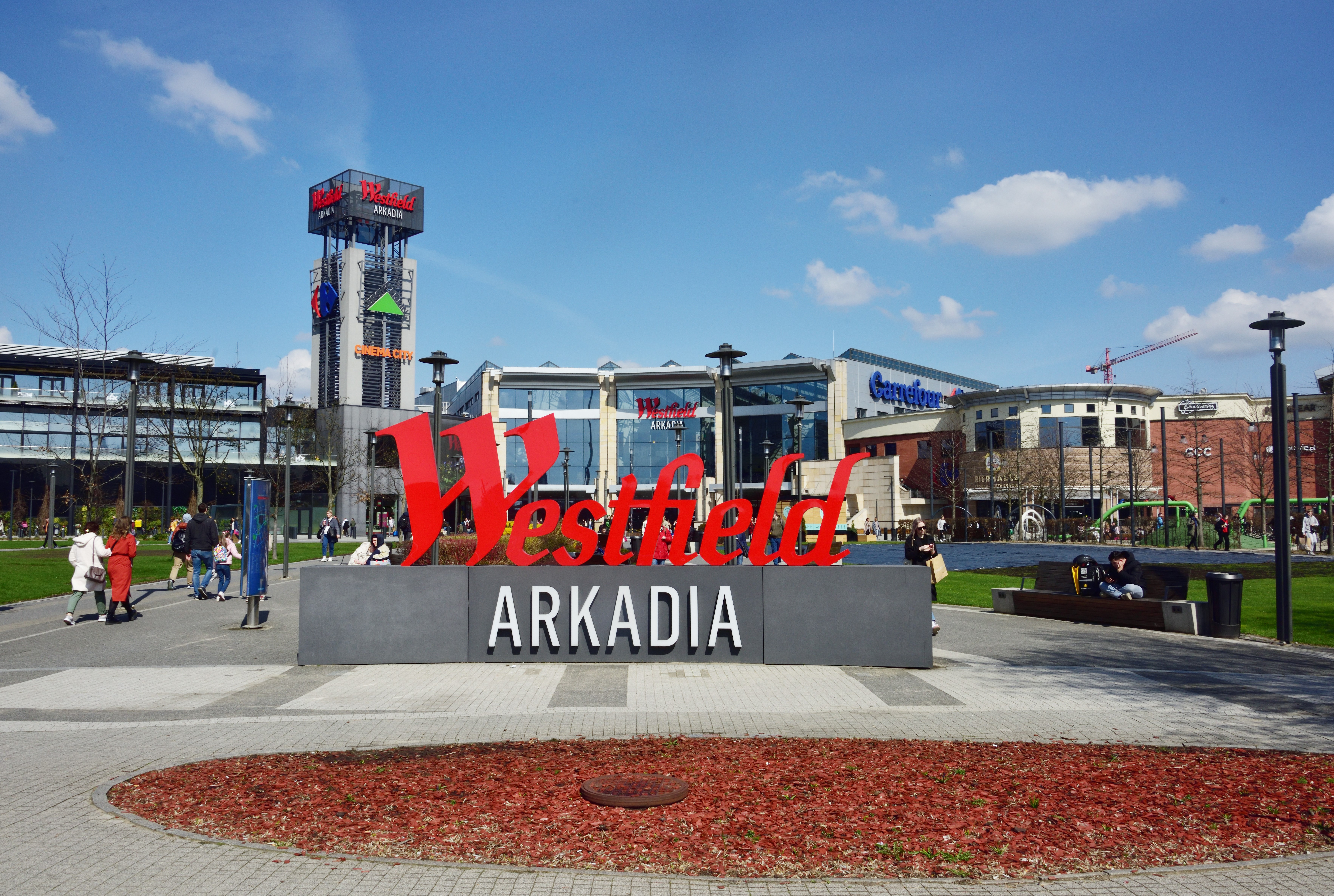
Centrum handlowe Westfield Arkadia

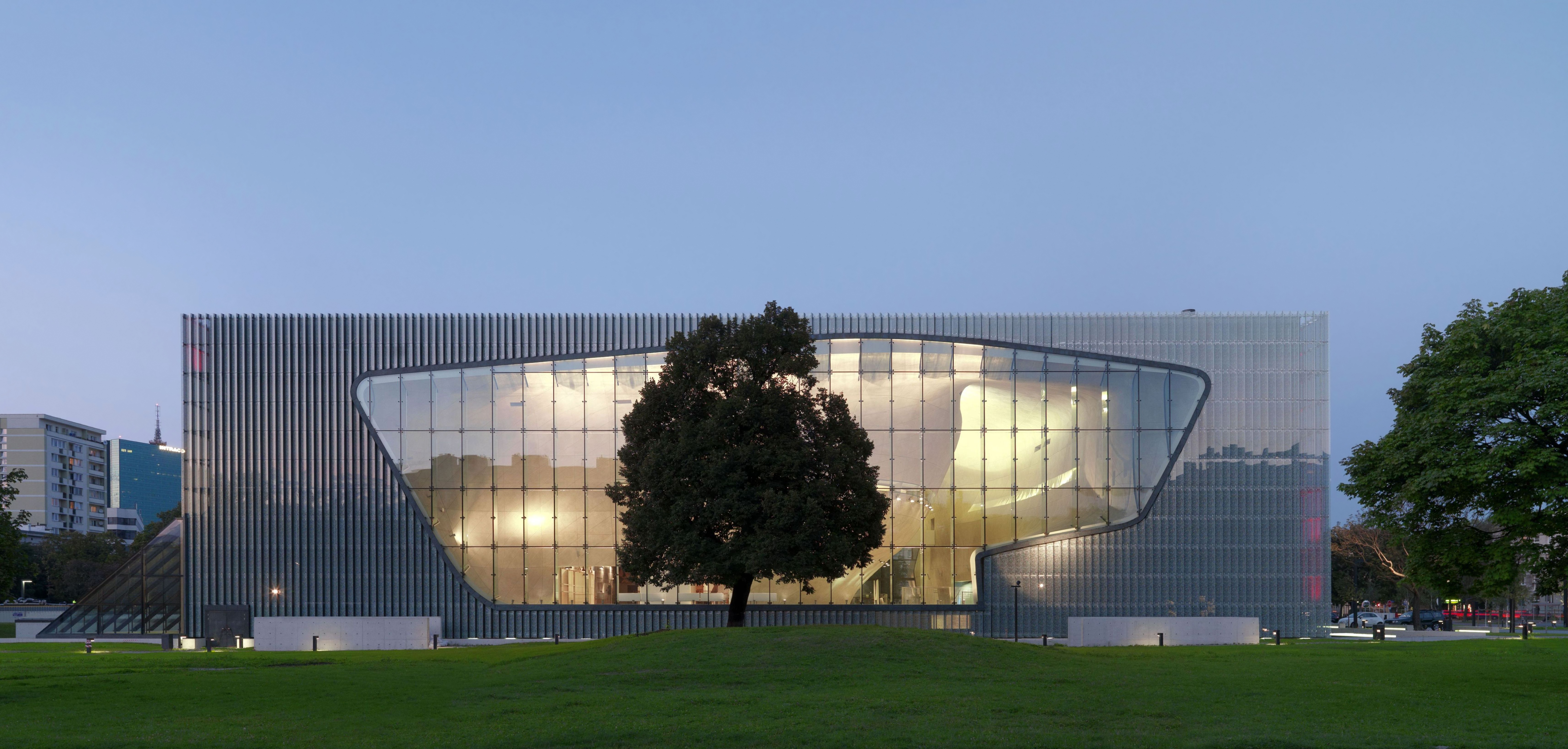
Gmach Muzeum Historii Żydów Polskich, widok od strony ul. Karmelickiej

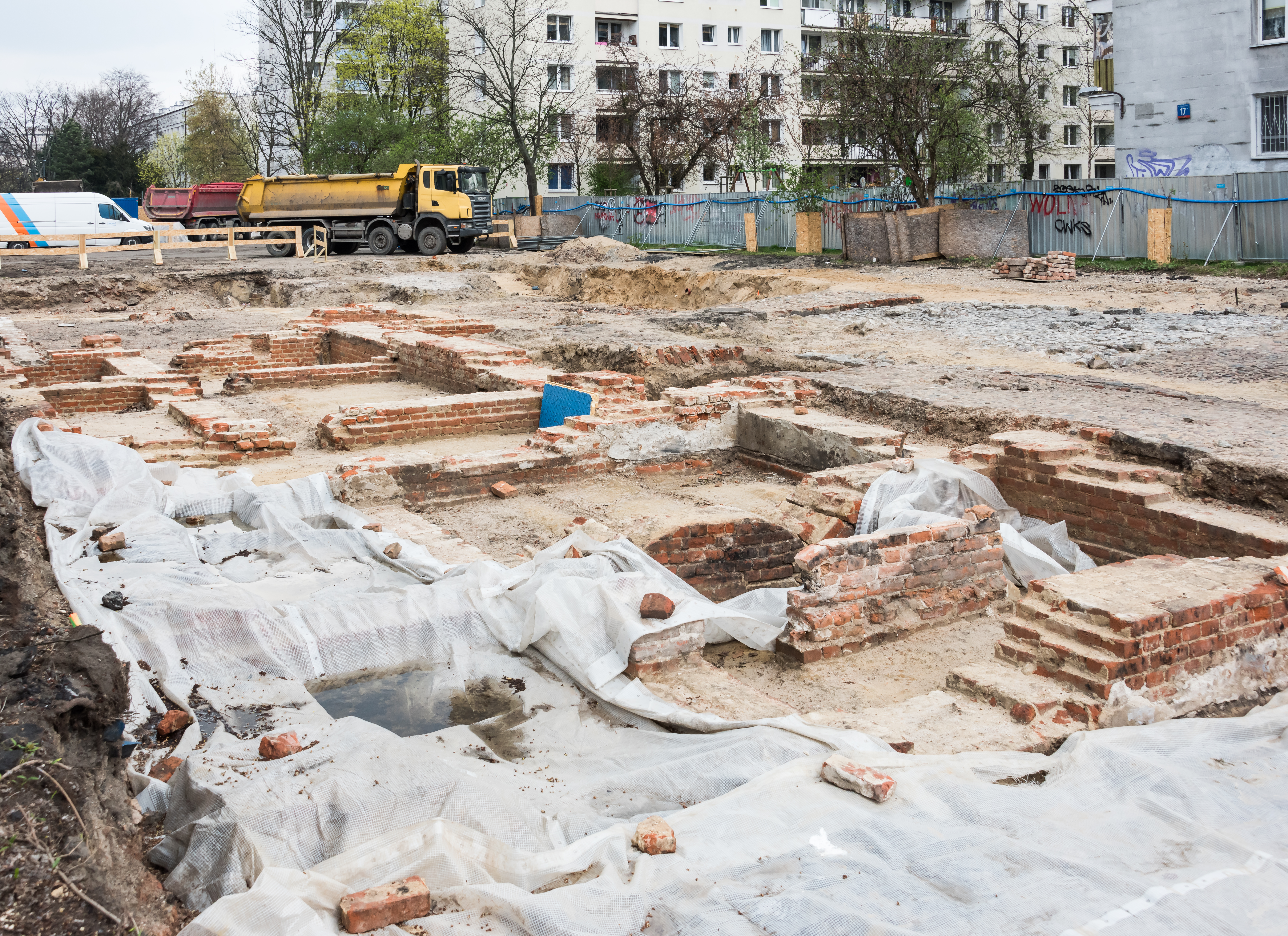
Relikty kamienic przy ul. Gęsiej 31, 31a i 33 odkopane w czasie inwestycji w rejonie skrzyżowania al. Jana Pawła II i ul. Anielewicza

Budowę osiedli mieszkalnych na terenie Muranowa rozpoczęto od wyrównania gruzów po budynkach getta. Zalegający na obszarze ok. 200 hektarów gruz stanowił ok. 3–4 mln m³. Wysokość górek dochodziła do 3 m.
Według koncepcji architekta Bohdana Lacherta do budowy użyto bloczków z gruzobetonu. W zamierzeniu miało to być miasto-pomnik, powstałe na gruzach i z gruzów. Nieotynkowane budynki z czerwonej cegły miały przypominać tragiczne wydarzenia z getta. Bohdan Lachert podkreślał, że decyzję tę podjął świadomie, nie kierował się pragmatyzmem lub brakiem miejsca pod wywóz gruzu. Niektóre budynki zostały zrealizowane w układzie galeriowym, co miało przynieść oszczędności na klatkach schodowych.
Pierwsze domy Lachert kazał zostawić nieotynkowane. Początkowy sino-różowy odcień murów został jednak z czasem otynkowany, gdyż wygląd budynków przeszkadzał nowym mieszkańcom. Dzielnica stała się symbolem nieobecności Żydów warszawskich i pamięci po nich.
Lachert początkowo zaprojektował osiedle w stylu modernistycznym. Pod wpływem Bolesława Bieruta dokonano jednak zmian eksponujących sztukę socrealizmu. Osiedle miało mieć charakter kolektywny. Nie odbudowano nic z przedwojennej architektury. Całkowicie odcięto się od historii, co doprowadziło do wyburzeń nielicznych na tym terenie pozostałości przedwojennej zabudowy. Osiedle było symbolem świata, który bezpowrotnie odszedł. Muranów został całkowicie zrównany z ziemią. Inne dzielnice posiadały chociaż ruiny, szkielety, zarys dawnych budynków. Na Muranowie ocalały pojedyncze elementy. Nigdy nie prowadzono tu systematycznych ekshumacji i nadal zdarza się, że podczas budów na Muranowie znajdowane są ludzkie kości.
Początkowo wszystkie budynki nowych osiedli miały ujednolicone szczegóły elewacji. Z biegiem lat pojawiały się nawiązujące do tradycji ludowej – w dalszym ciągu zachowujące socrealistyczną treść – detale.
Pierwsze mieszkania w okolicy ul. Żelaznej, z galeriami zamiast korytarzy, oddano do użytku już w 1950. Dostali je: Franciszek Klapiński, dozorca 6 nowych bloków, który oprowadzał świeżych lokatorów po nowych budynkach; przodownik pracy z Mostostalu, budowniczy mostu Śląsko-Dąbrowskiego Stanisław Korycki oraz kontroler z Miejskich Zakładów Komunikacyjnych Marian Jackowski.
Dokończeniem dzieła Lacherta było dobudowywanie w latach 1959–1969 nowych bloków, których charakter nawiązywał do otoczenia. Ich autorami byli jego uczniowie: Wacław Eytner, Tadeusz Mrówczyński, Tadeusz Perzyński i Stanisław Rymaszewski.
Razem z budową osiedli wytyczano nowe ulice, zmieniano bieg starych. Najważniejszym ciągiem komunikacyjnym stały się arterie – obecna Jana Pawła II (północ-południe) i trasa W-Z, współczesna Al. Solidarności (wschód-zachód). By wybudować Trasę W-Z w 1962 przesunięto na szynach kościół Narodzenia NMP 21 metrów w głąb Muranowa. Zburzono przy tym budynki klasztoru karmelitów trzewiczkowych.
Architektura później zrealizowanych osiedli jest bardziej zróżnicowana. Zostały zbudowane na poziomie ulic, już po wywiezieniu gruzów. Obiektem charakterystycznym jest tzw. osiedle Muranów II, czyli potężny blok mieszkalny kształtem przypominającym złączone: prostokąt, koło i trapez. Leży on w kwadracie ulic: gen. Władysława Andersa, Mordechaja Anielewicza, Ludwika Zamenhofa i Nowolipek. Wewnątrz znajdują się trzy podwórka, nazywane potocznie:
- Milicyjniak, od sąsiedztwa z pałacem Mostowskich, siedzibą Komendy Stołecznej Policji.
- Okrąglak, od kształtu z otwarciem na tzw. alejki i na skwer z Pomnikiem żołnierza I armii WP z roku 1963 według projektu Xawerego Dunikowskiego
- Trzecie podwórko, po prostu nie posiadało nazwy.

Przez teren getta w latach 1948–1949 wybudowano składającą się z jednej jezdni i wydzielonego torowiska tramwajowego ulicę Marcelego Nowotki (obecnie Władysława Andersa) obudowaną monumentalnymi budynkami o klasycystycznej architekturze. Po upadku doktryny socrealizmu zaniechano realizacji wystroju, pozostawiając budynki bez projektowanego wykończenia. Mimo upływu ponad 50 lat nie zbudowano nawet drugiej jezdni, nie zrealizowano również planowanej wcześniej stacji metra A16 Muranów.
W latach 50. XX wieku u zbiegu obecnych ulic Andersa, Anielewicza i Świętojerskiej wybudowano potężne gmachy Osiedla Prezydenckiego. Wysokie na 6-8 pięter budynki przypominały zabudowania Marszałkowskiej Dzielnicy Mieszkaniowej i powstającej w tym samym czasie Stalinallee w Berlinie (dzisiejszej Karl-Marx-Allee). Zaprojektowano tu 9000 mieszkań o niewielkich metrażach dla potencjalnych 15 000 nowych warszawiaków.
Jedyną placówką dyplomatyczną mieszczącą się na Muranowie jest ambasada Chińskiej Republiki Ludowej. Funkcjonalistyczny budynek wybudowany w latach 1957–1959 zaprojektował Romuald Gutt. Budynek otoczony jest rozległym ogrodem, który w zamierzeniu projektantki Aliny Scholtz przypominać ma ogrody azjatyckie.
Pierwszym powojennym muranowskim „centrum handlowym” były Warszawskie Pawilony Rzemieślnicze. Wybudowane w latach 1961–1965 przetrwały do dziś i funkcjonują jako Pasaż Muranów. Współczesny Pasaż Muranów zaprojektował Józef Heliński. Ukończony został w 2008 r.
W 1967 r., przy ulicy Inflanckiej powstał letni basen odkryty. W 1977 r. zbudowano tymczasowe zadaszenie, które niezmienione pozostało do dziś.
Wśród nowych budynków dwa otrzymały tytuł Mistera Warszawy: blok osiedla Muranów Północny (ul. Niska 11, rok 1960, I nagroda), blok osiedla Muranów Północny (obecnie al. Jana Pawła II 68, rok 1962, II nagroda), Budynek Technikum Poligraficznego (ul. Stawki 14, rok 1968, I nagroda).
W 1975 r. po raz pierwszy przekroczono barierę 100 m na Muranowie – Intraco.
W latach 70. powstało Osiedle Stawki z wysokimi na kilkanaście pięter wieżowcami. Zaprojektowane zostało przez Zofię Haman.
W 1999 r. otwarto Centrum Handlowe Klif (obecnie Dom Mody Klif) przy ul. Okopowej 58/72. W tym samym roku ukończono budynek mieszkalny przy Nalewki 8.
Wybudowana w 2000 r. Babka Tower był pierwszym mieszkalnym budynkiem Warszawy z wysokością ponad 100 m.
W 2004 r. na północnych obrzeżach Muranowa wybudowano Centrum Handlowe Arkadia (od 2019 Westfield Arkadia). W momencie otwarcia było to największe centrum handlowe Europy Środkowo-Wschodniej.
W sąsiedztwie Pomnika Bohaterów Getta powstało Muzeum Historii Żydów Polskich. Zwyciężył projekt dwóch fińskich architektów: Rainera Mahlamäkiego oraz Ildariego Lahdemy. We wrześniu 2006 w miejscu, gdzie powstanie muzeum stanął namiot („ohel“), w którym odbywały się wystawy i happeningi związane z muzeum. Kamień węgielny pod budowę muzeum został wmurowany 26 czerwca 2007 roku. Wystawę główną otwarto w 2014.
W 2004 r. ukończono Stawki Residence, a w 2008 r. oddano do użytku Osiedle Inflancka. W tej samej okolicy powstał trójkątny Apartamenty Trio (2010 r.) i szklana 18-kondygnacyjna, wysoka na 60 metrów wieża Apartamentów Murano (planowane zakończenie na 2015 r.). Przy ul. Słomińskiego w 2006 r. zakończono budowę dwóch 65 metrowych wież M2. Rok później zakończono budowę 70-metrowych Apartamentów Gdański przy Słomińskiego 5.
Tereny na północ od ulicy Stawki są w trakcie szybkich przemian. Powstają nowe, wielkie inwestycje mieszkalne i biurowe. 17-kondygnacyjny ogromny gmach biurowy Gdański Business Center zbudowany w 2014 r. Dodatkowo w okolicach Arkadii planowany jest Balmoral Business Centre oraz Gdański Business Court. Na placu przy Okopowej, Dzikiej, Jana Pawła II i rondzie Zgrupowania AK „Radosław” planuje się postawienie 120 metrowych wież Rafaello Tower.
Na Muranowie Południowym, na ul. Nowolipie pomiędzy starymi blokami Lecherta powstał apartamentowiec Casa del Arte Murano autorstwa Krzysztofa Kozielewicza. Blok ten stylem nawiązuje do przedwojennej, modernistycznej architektury.
Innym obszarem Muranowa silnie zmieniającym swój wygląd jest zachodnia część, nazywana współcześnie Nowolipkami. W 2000 r. zakończono budowę centrum biurowo-konferencyjnego przy Leszno 12 oraz Leszno 14. Duży budynek mieszkalny zwany Kercelak Bellottiego ukończono w 2007 r. Rok później wybudowano kompleks mieszkalny przy Okopowej 56a oraz Leszno 8. Przy Dzielnej 72, na miejscu dawnej Fabryki Kamlera, powstaje Kamienica Muranów.
Na początku 2013 r. pojawiły się doniesienia o planach Polskiego Holdingu Nieruchomości zburzenia biurowca Intraco i wybudowania w tym miejscu innego obiektu o standardzie klasy A, jednak inwestor zrezygnował z tych planów.

### Lista muranowskich wysokościowców
| Lp. | Nazwa                           | Adres                  | Wysokość całkowita [m] | Wysokość do dachu [m] | Liczba kondygnacji | Rok ukończenia |
| --- | ------------------------------- | ---------------------- | ---------------------- | --------------------- | ------------------ | -------------- |
| 1   | Intraco I                       | ul. Stawki 2           | 138                    | 107                   | 39                 | 1975           |
| 2   | Babka Tower                     | al. Jana Pawła II 80   | 105                    | 96                    | 28                 | 2000           |
| 3   | North Gate                      | ul. Bonifraterska 17   | 94                     | 87                    | 25                 | 2008           |
| 4   | Gdański                         | ul. Słomińskiego       | 70                     | ~70                   | 23                 | 2007           |
| 5   | Kościół św. Augustyna           | ul. Nowolipki          | ~70                    | ~70                   | 22                 | 1896           |
| 6   | Gdański Business Center         | ul. Inflancka          | 71                     | 69                    | 17                 | 2014           |
| 7   | M2                              | ul. Słomińskiego 13    | 65                     | 65                    | 17                 | 2006           |
| 8   | Apartamenty Murano              | ul. Pokorna 2          | 60                     | 60                    | 19                 | 2015           |
| 9   | Apartamenty Trio                | ul. Stawki 2A          | ~55                    | ~55                   | 19                 | 2010           |
| 10  | Apartamenty Okopowa 56a         | ul. Okopowa 56a        | ~55                    | ~55                   | 18                 | 2008           |
| 11  | Osiedle Prezydenckie            | ul. Słomińskiego 15-19 | ~53                    | ~53                   | 17                 | 2000           |
| 12  | DM Klif / Klif Tower            | ul. Okopowa 58/72      | ~50                    | ~50                   | b.d.               | 1999           |
| 13  | Westfield Arkadia               | al. Jana Pawła II 82   | ~50                    | ~50                   | b.d.               | 2003           |
| 14  | Kościół ewangelicko-reformowany | al. Solidarności       | ~50                    | ~50                   | b.d.               | 1866           |
| 15  | Osiedle Inflancka               | ul. Stawki 6           | ~50                    | ~50                   | 16                 | 2008           |
| 16  | Apartamenty Inflancka 15        | ul. Inflancka 15       | ~50                    | ~50                   | 14                 | 2014           |

## Parki, place i skwery
- Ogród Krasińskich
- Plac Krasińskich
- Skwer Batalionu Harcerskiego AK „Wigry”
- Skwer Więźniów Politycznych Stalinizmu
- Skwer Willy’ego Brandta
- Skwer Mieczysława Apfelbauma
- Skwer Tekli Bądarzewskiej
- Skwer im. „Jura” Gorzechowskiego (teren d. więzienia kobiecego „Serbia”) – Ogród Sprawiedliwych
- Skwer prof. Zofii Kuratowskiej
- Skwer Marka Edelmana
- Skwer Szpitala Ewangelickiego

## Transport
- Dworzec kolejowy Warszawa Gdańska ze stacją metra Dworzec Gdański
- Stacja metra Ratusz Arsenał

## Ważniejsze obiekty i instytucje

### Urzędy, instytucje i agencje

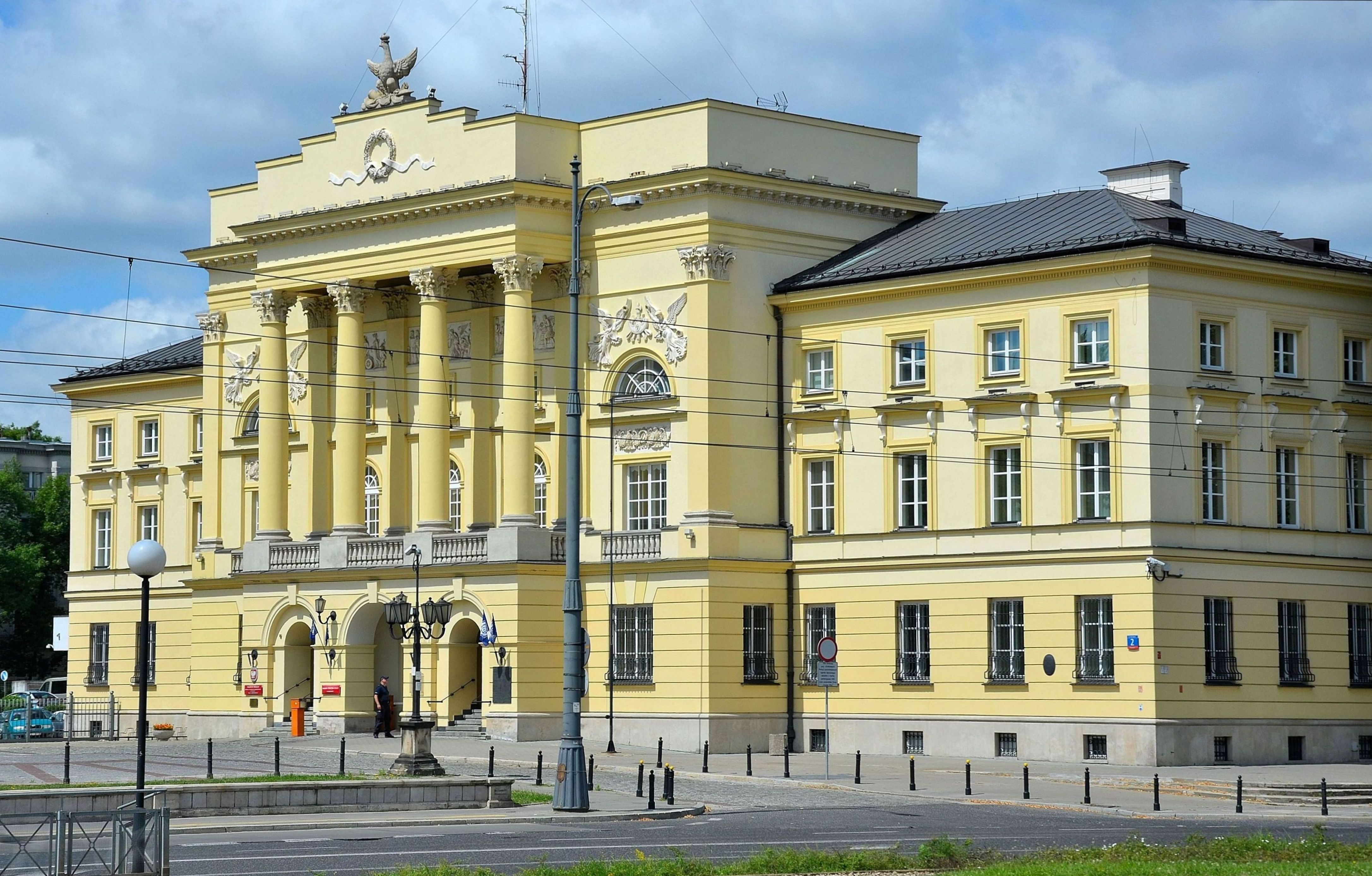
Pałac Mostowskich – siedziba Komendy Stołecznej Policji

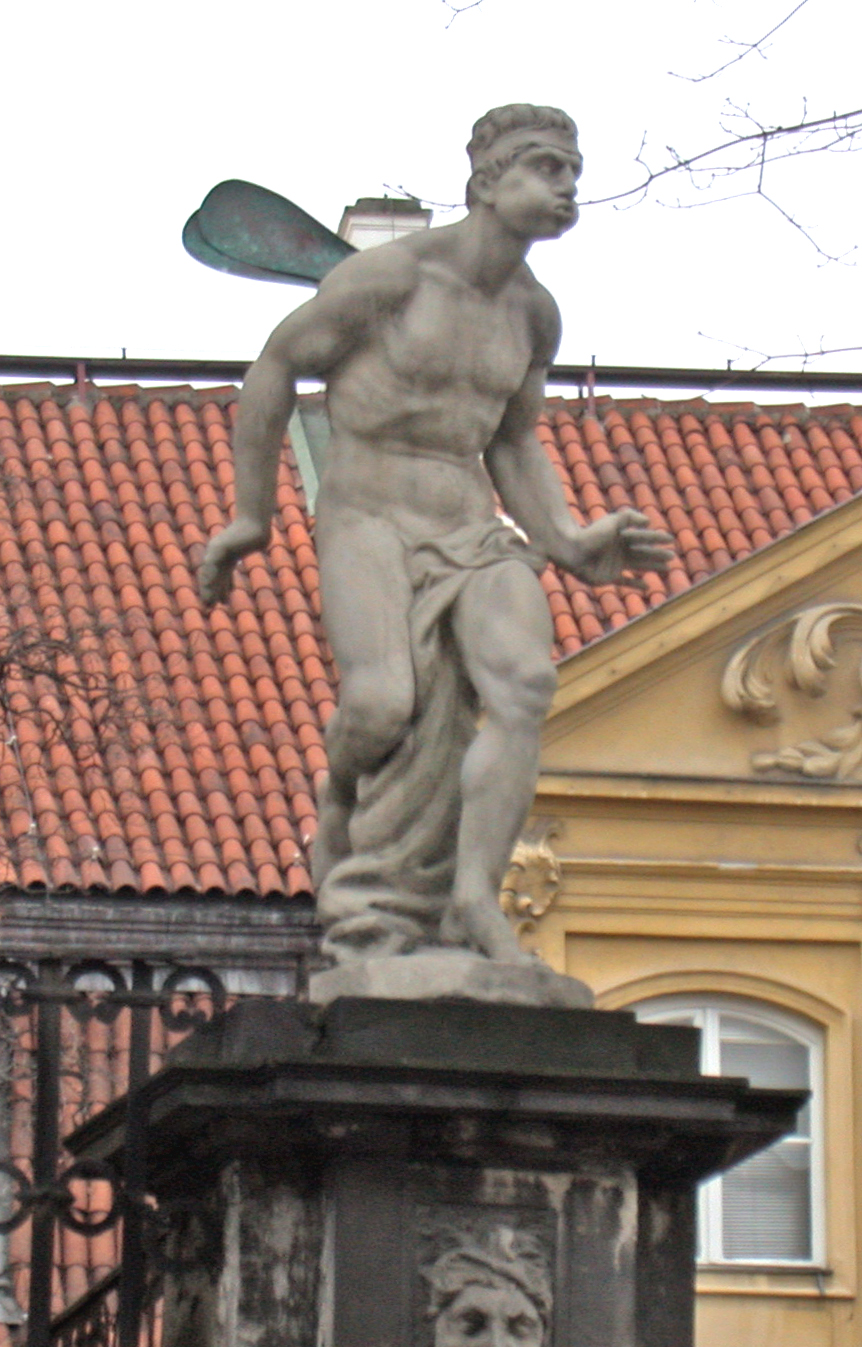
Rzeźba przy pałacu Teppera-Dückerta – siedziba Głównego Inspektoratu Farmaceutycznego oraz polskiego oddziału WHO

- Prokuratura Rejonowa Warszawa-Żoliborz, ul. Karmelicka
- Sąd Rejonowy dla Warszawy-Mokotowa, al. Solidarności
- Komenda Stołeczna Policji, ul. Nowolipie
- Ambasada Chińskiej Republiki Ludowej, ul. Bonifraterska
- Ministerstwo Zdrowia, ul. Miodowa
- Instytut Sztuki Polskiej Akademii Nauk, ul. Długa
- Główny Inspektorat Farmaceutyczny, ul. Długa
- polska siedziba Światowej Organizacji Zdrowia, ul. Długa
- Wojewódzki Inspektorat Transportu Drogowego, ul. Andersa
- Drugi Mazowiecki Urząd Skarbowy, ul. Stawki
- Agencja Restrukturyzacji i Modernizacji Rolnictwa, al. Jana Pawła II
- Instytut Pracy i Spraw Socjalnych, ul. Bellottiego
- Krajowa Rada Radiofonii i Telewizji, Skwer kard. Stefana Wyszyńskiego
- Urząd Dzielnicy Wola, al. Solidarności
- Rada Osiedla Muranow, ul. Nowolipie 9/11
- Urzędu Stanu Cywilnego m.st. Warszawy, I Wydział Rejestracji Stanu Cywilnego, Obrotu Zagranicznego oraz Zmiany Imion i Nazwisk, ul. Andersa
- Urząd Miasta Stołecznego Warszawy, Biuro Działalności Gospodarczej i Zezwoleń, Biuro Inwestycji, Biuro Polityki Lokalowej, Biuro Zamówień Publicznych, ul. Bohaterów Getta

### Pałace
- Pałac Krasińskich
- Pałac Działyńskich
- Pałac Pod Czterema Wiatrami przy ul. Długiej
- Pałac „Na Podkańskiem” przy ul. Długiej
- Pałac Mostowskich przy ul. Andersa – obecnie siedziba Komendy Stołecznej Policji
- Pałac Paca-Radziwiłłów przy ul. Miodowej
- Pałac Borchów przy ul. Miodowej
- Pałacyk Bogusławskiego przy ul. Żelaznej 97

### Kościoły i związki wyznaniowe

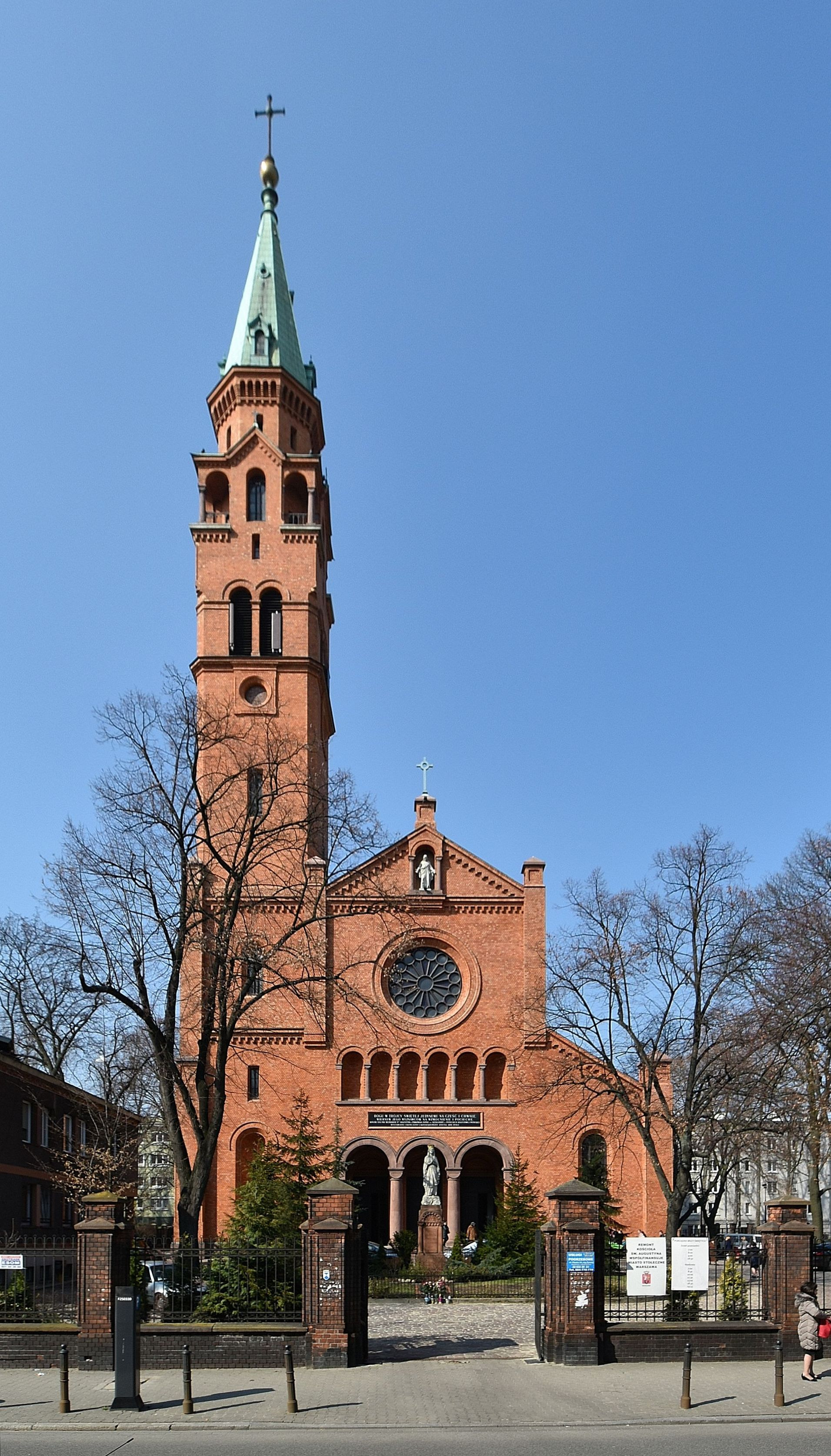
Jedyny ocalały – kościół św. Augustyna

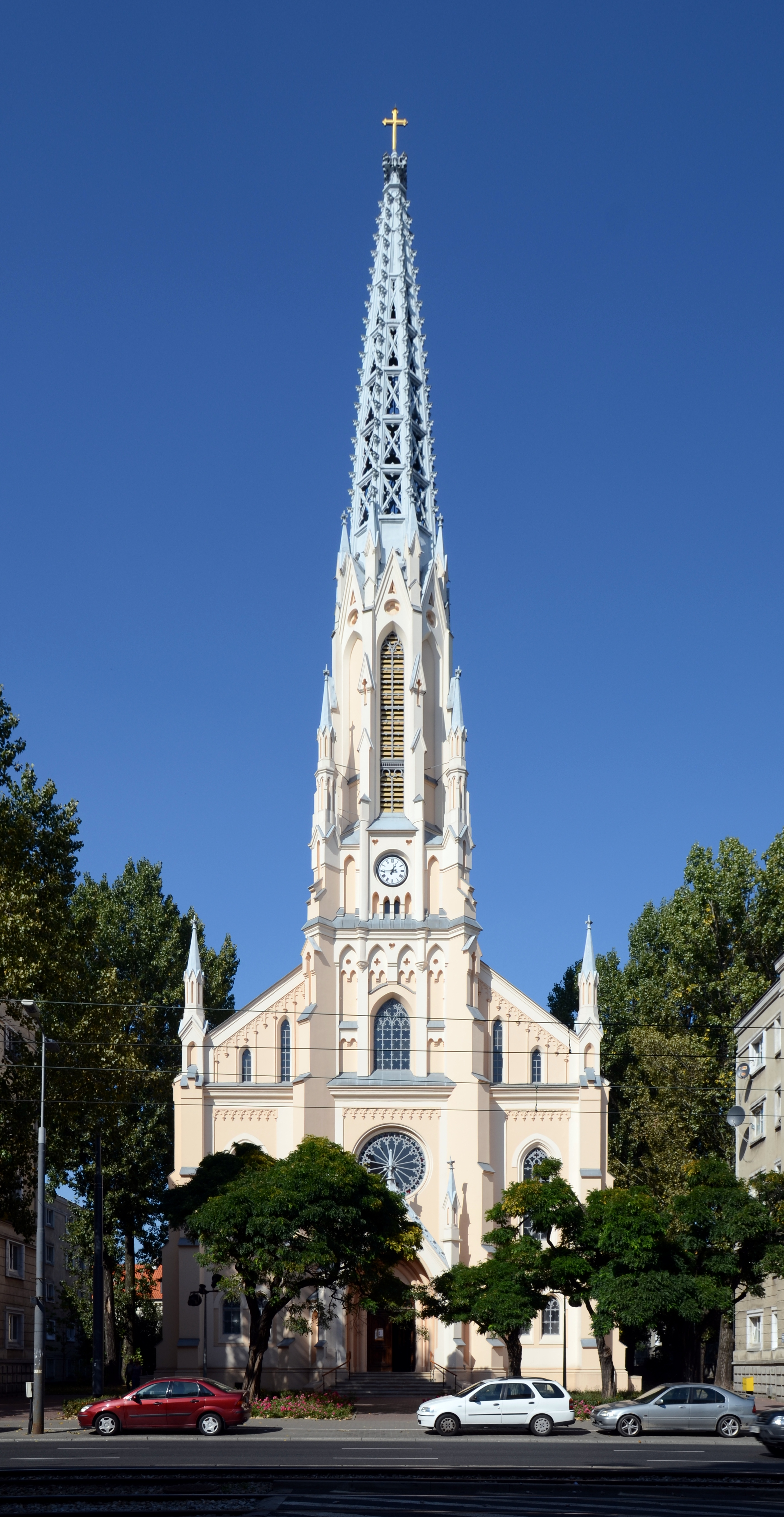
Kościół ewangelicko-reformowany

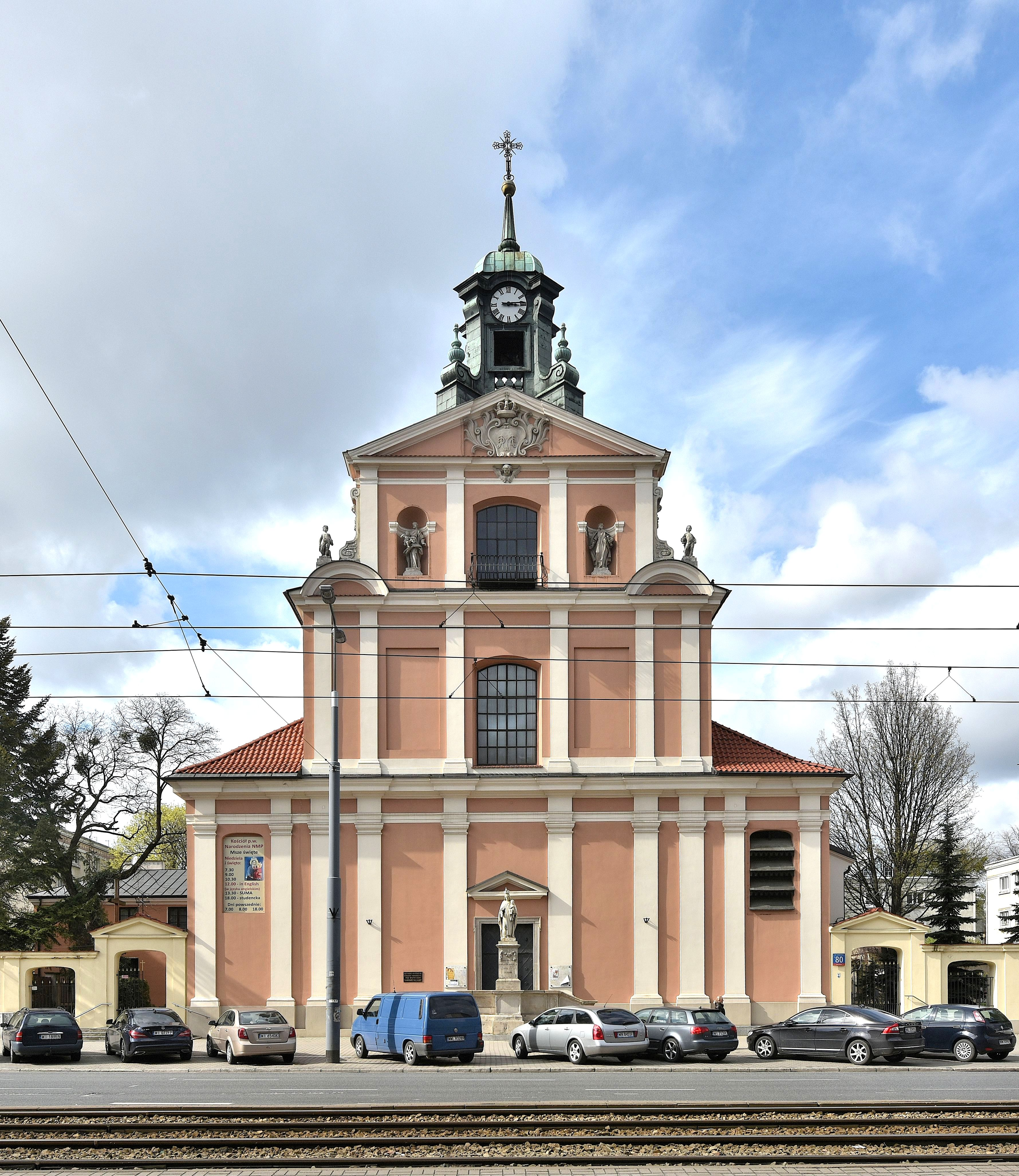
Dawny kościół karmelitów, Narodzenia Najświętszej Maryi Panny

- Kościół Ewangelicko-Reformowany przy al. „Solidarności” z 1866 roku
- Kościół pw Przemienienia Pańskiego ojców Kapucynów, ul. Miodowa
- Kościół parafialny św. Augustyna przy ul. Nowolipki z 1896 roku
- Kościół pw. Bożego Miłosierdzia i św. Siostry Faustyny z 1872-1873 roku, ul. Żytnia
- Kościół parafialny Narodzenia NMP na Lesznie przy al. Solidarności 80 (dawny kościół Karmelitów Trzewiczkowych, tzw. kościół przesuwany)
- Kościół ewangelicko-augsburski przy ul. Miodowej
- Kuria Metropolitalna, ul. Miodowa
- Sekretariat Konferencji Episkopatu Polski, skwer Kardynała Wyszyńskiego
- Sala Królestwa Świadków Jehowy, ul. Słomińskiego
- Apostolski Kościół Ormiański, ul. Dzielna

### Klasztory
- Dominikanki ze Zgromadzenia Sióstr świętego Dominika, al. Jana Pawła II[34]
- Franciszkanki Rodziny Maryi, ul. Żelazna
- Zgromadzenie Sióstr Matki Bożej Miłosierdzia, ul. Żytnia

### Szpitale
- Warszawski Szpital Ginekologiczno-Położniczy im. Krysi Niżyńskiej „Zakurzonej” (Szpital Inflancka), ul. Inflancka 6
- Szpital św. Zofii ul. Żelazna 90 róg Nowolipie

### Przychodnie i inne ośrodki medyczne
- Przychodnia Rehabilitacyjna i Specjalistyczna Etos-Zdrowie, ul. Muranowska 1
- Centrum Medicover, ul. Inflancka
- Babka Medica, ul. Słomińskiego
- Dantex-Med Medi Partner, ul. Nowolipie
- SPZOZ Warszawa Wola – Śródmieście, ul. Nowolipie
- Przychodnia Rodzinna Starówka, ul. Andersa
- SPZOZ Specjalistycznej Przychodni Lekarskiej dla Pracowników Wojska, ul. Andersa
- Poradnia Zdrowego Rodzicielstwa im. św. Jana Pawła II, ul. Nowolipie
- Niepubliczny Zakład Opieki Zdrowotnej Karmelicka, ul. Karmelicka

### Centra handlowe
- Westfield Arkadia
- Dom Mody Klif
- Pasaż Muranów

### Ośrodki kultury

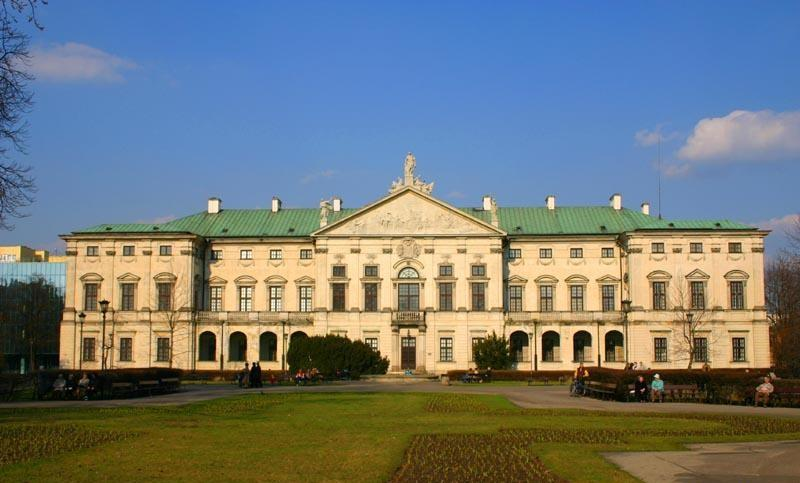
Pałac Krasińskich – Biblioteka Narodowa, Zbiory Specjalne

- Warszawska Opera Kameralna, al. „Solidarności”
- kino „Muranów”, ul. Andersa
- Cinema City Arkadia, al. Jana Pawła II 82 (Westfield Arkadia)
- Młodzieżowy Dom Kultury – Muranów
- Muzeum Więzienia Pawiak
- Biblioteka Narodowa – Zbiory Specjalne
- Muzeum Historii Żydów Polskich
- Państwowe Muzeum Archeologiczne
- Instytut Awangardy – Studio Edwarda Krasińskiego, al. Solidarności[35]
- Państwowe Ognisko Artystyczne „Nowolipki”, ul.Nowolipki 9b
- Biblioteka Publiczna m. st. Warszawy w Dzielnicy Śródmieście
  - Wypożyczalnia dla Dorosłych i Młodzieży Nr 53, Wypożyczalnia dla Dorosłych i Młodzieży Nr 74 (edukacyjna), Biblioteka dla Dzieci i Młodzieży Nr 10 – ul. Anielewicza 2
  - Wypożyczalnia dla Dorosłych i Młodzieży Nr 105, Biblioteka dla Dzieci i Młodzieży Nr 6 – ul. Dzika 4
- Biblioteka Publiczna m. st. Warszawy w Dzielnicy Wola
  - Wypożyczalnia dla Dorosłych i Młodzieży nr 32, Biblioteka dla Dzieci i Młodzieży nr 21, III Czytelnia Naukowa, XII Czytelnia Młodzieżowa – al. Solidarności 90
  - Wypożyczalnia dla Dorosłych i Młodzieży nr 73, Biblioteka dla Dzieci i Młodzieży nr 25 – ul. Żytnia 64
  - Wypożyczalnia Zbiorów Obcojęzycznych nr 115, Poliglotka – ul. Nowolipki 21

### Pomniki i upamiętnienia

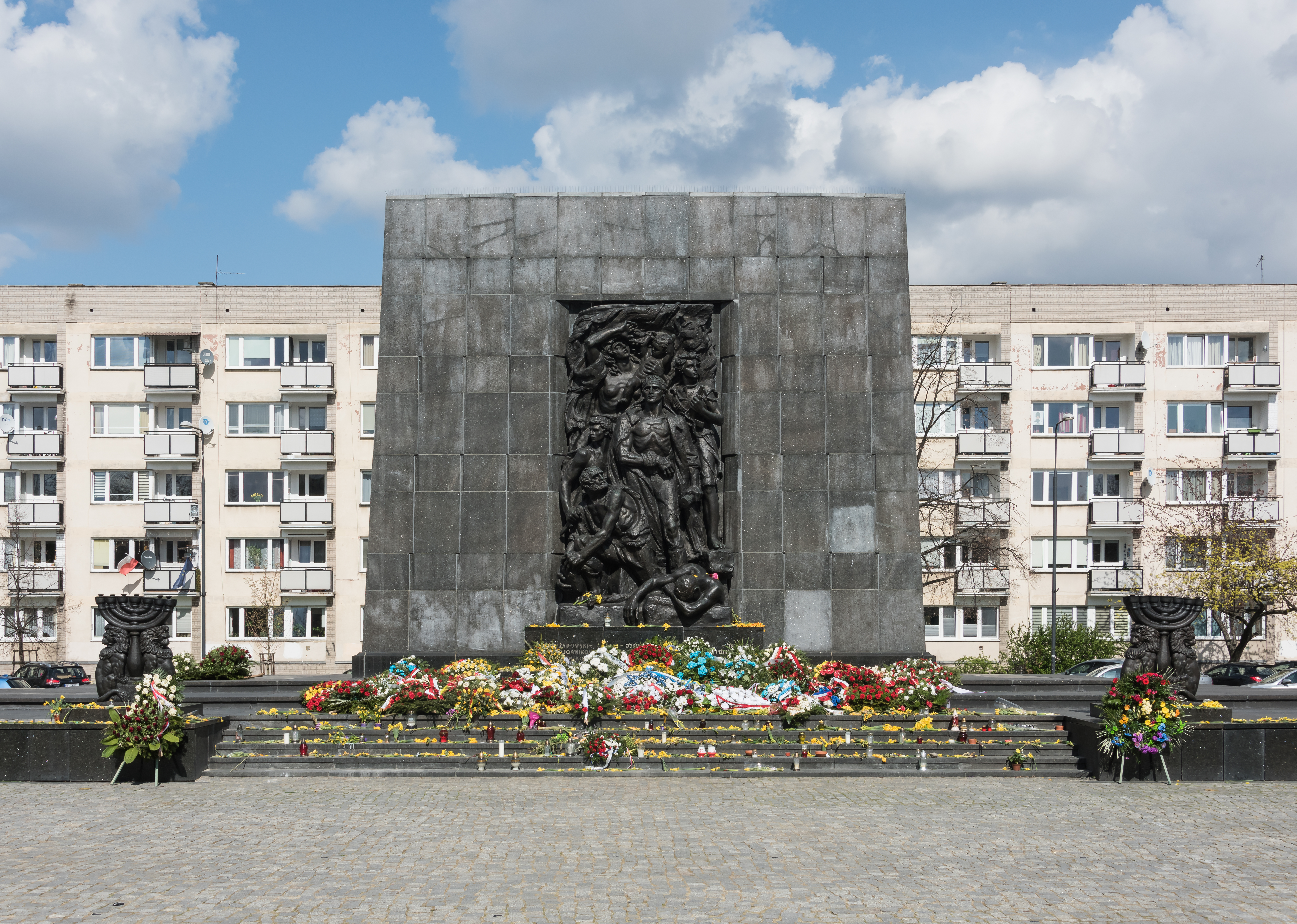
Wzniesiony w 1948 pomnik Bohaterów Getta. Autorzy: Natan Rapaport – rzeźbiarz i Leon Suzin – architekt

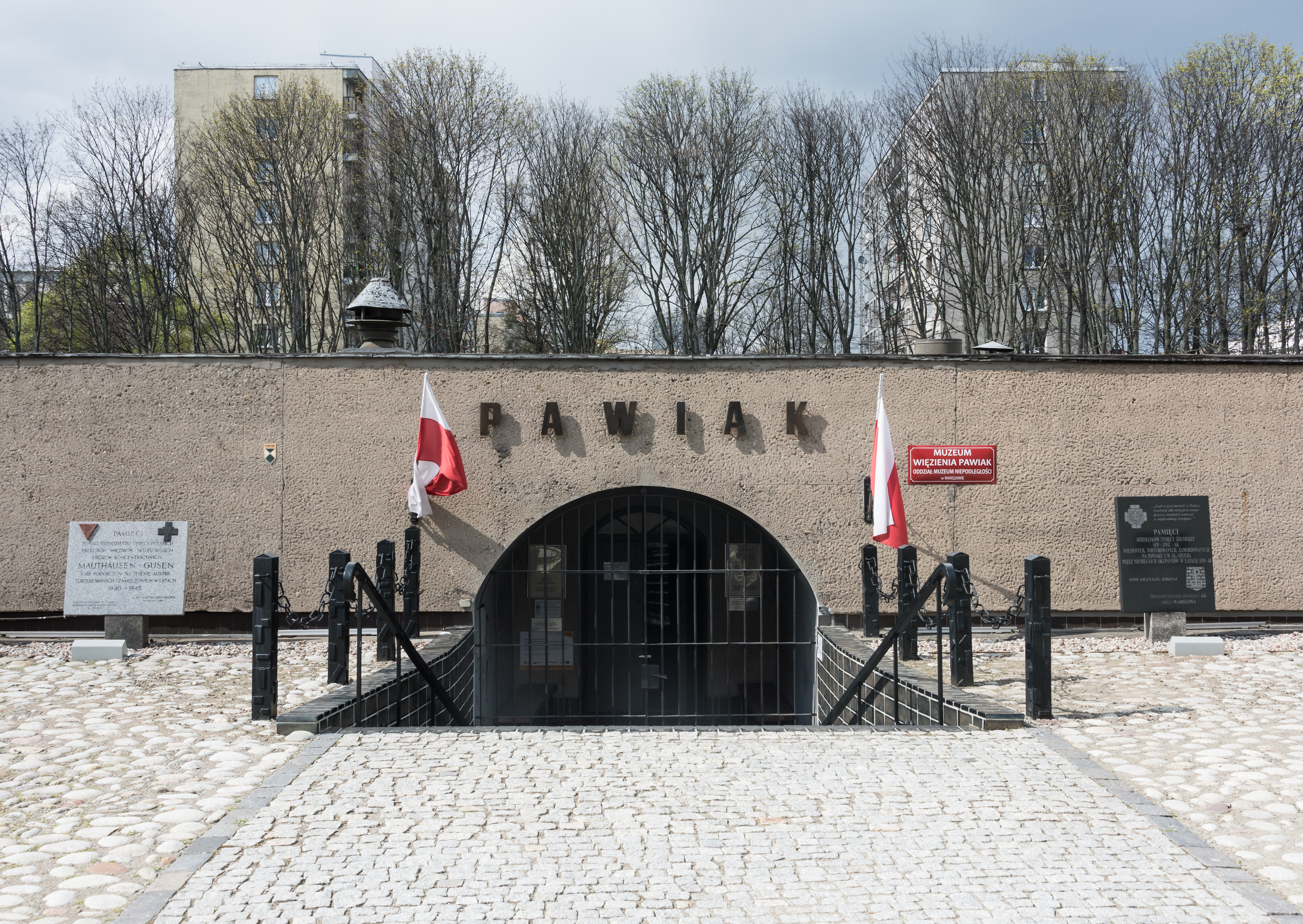
Muzeum Więzienia Pawiak

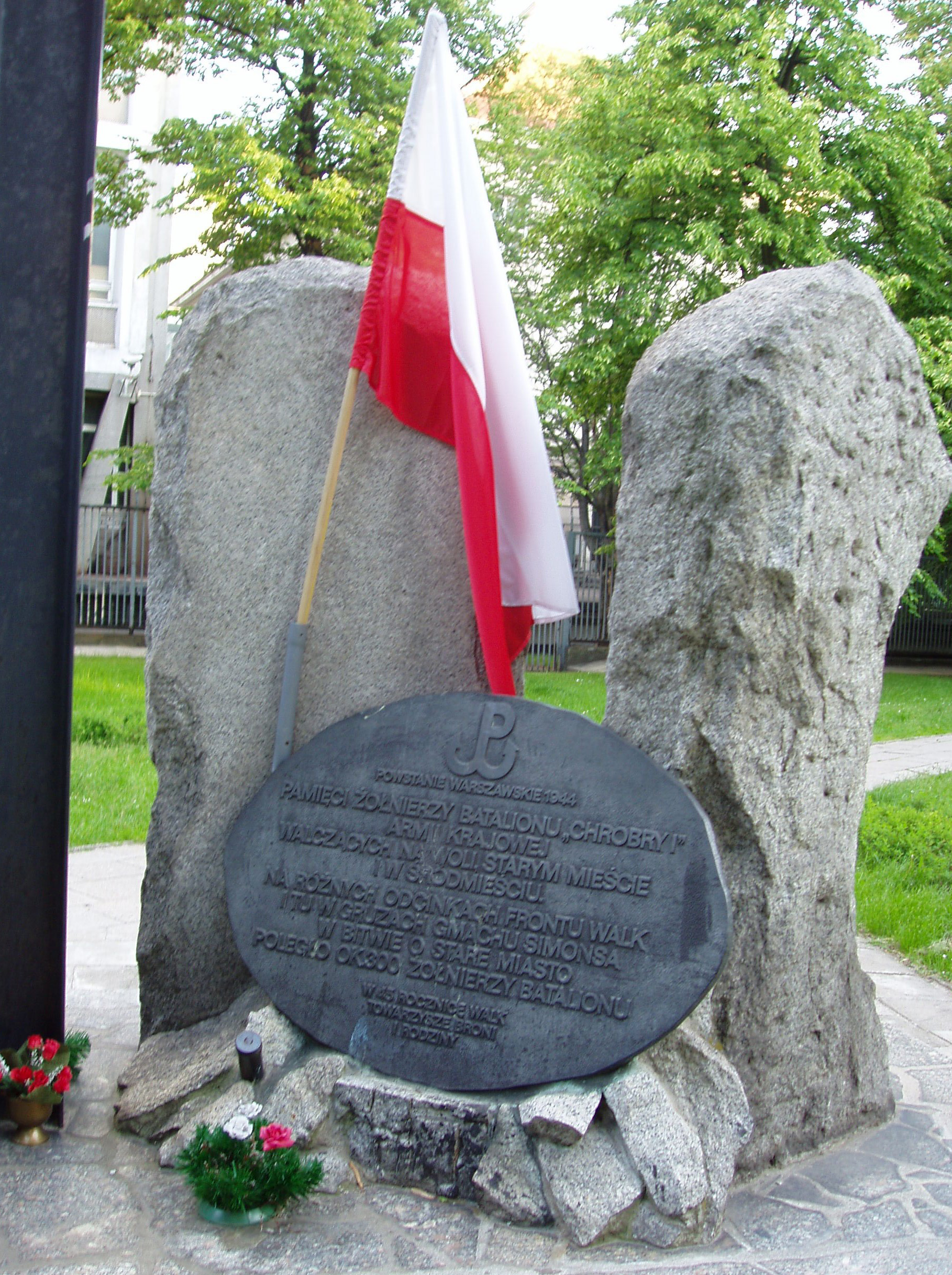
Pomnik batalionu „Chrobry I”

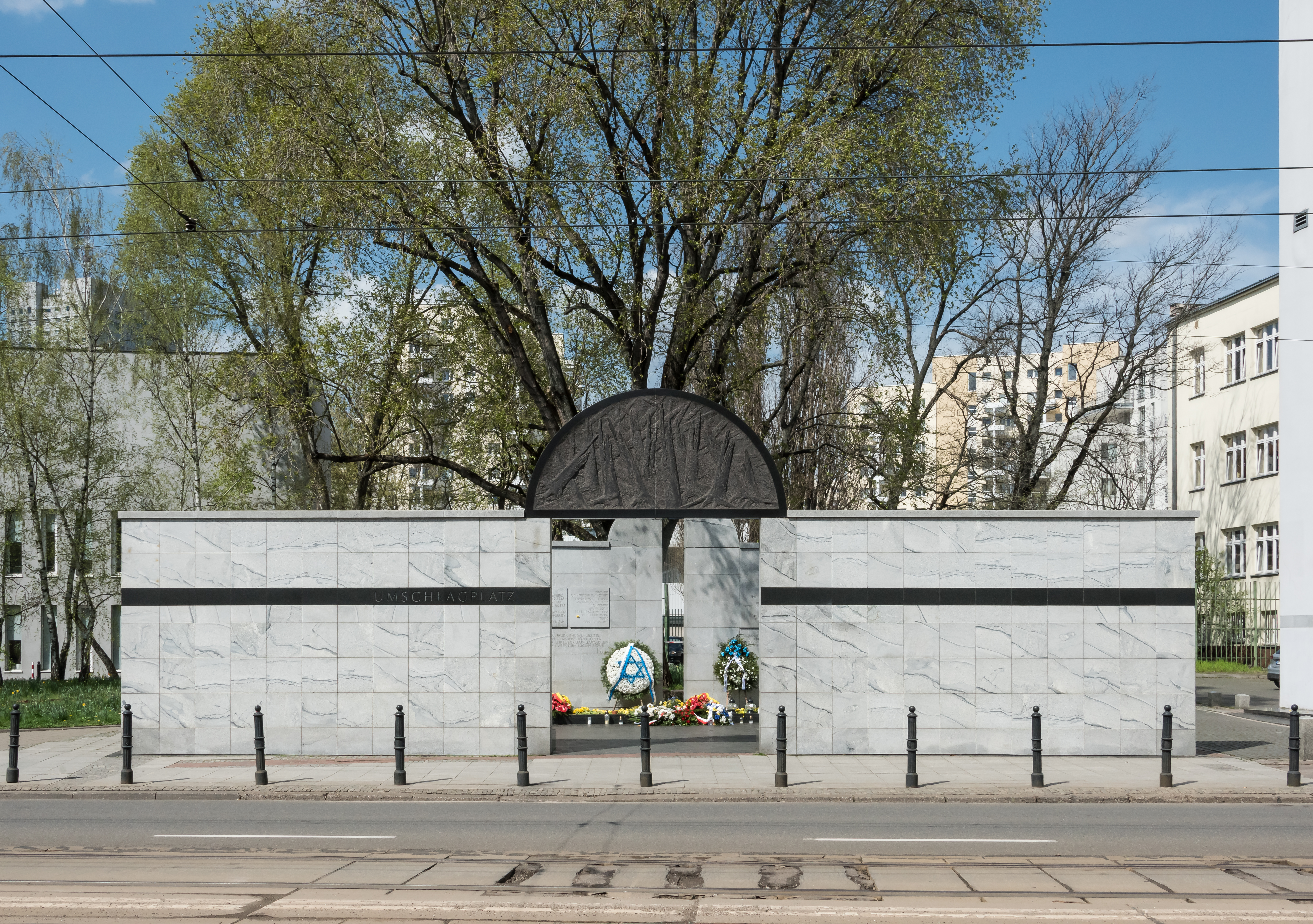
Pomnik Umschlagplatz

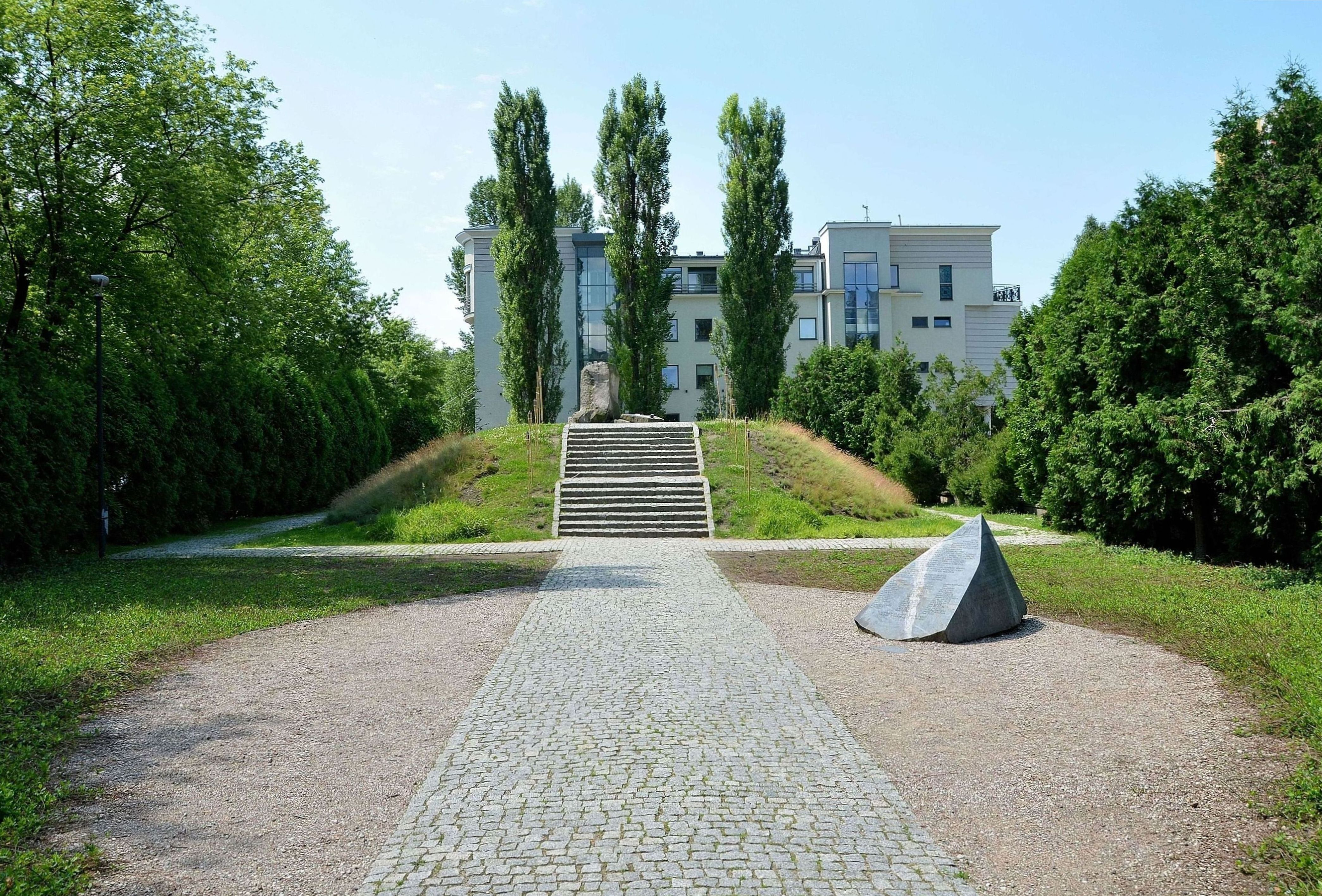
Bunkier Anielewicza

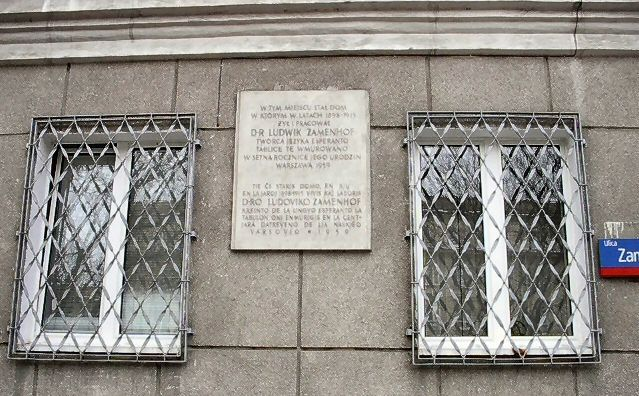
Tablica upamiętniająca Ludwika Zamenhofa na bloku przy ul. Zamenhofa 5

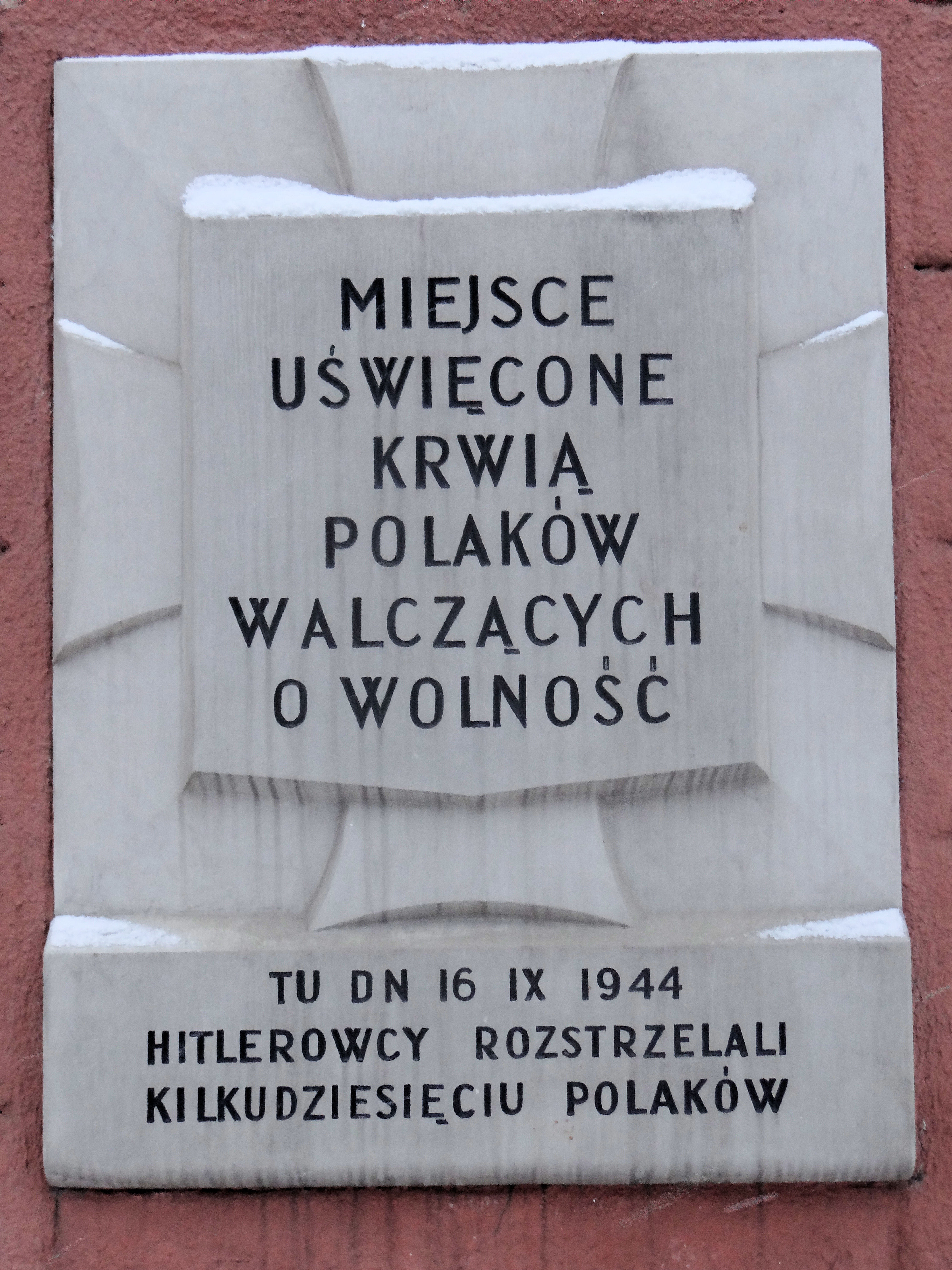
Tablica na ścianie gmachu Urzędu Dzielnicy Wola

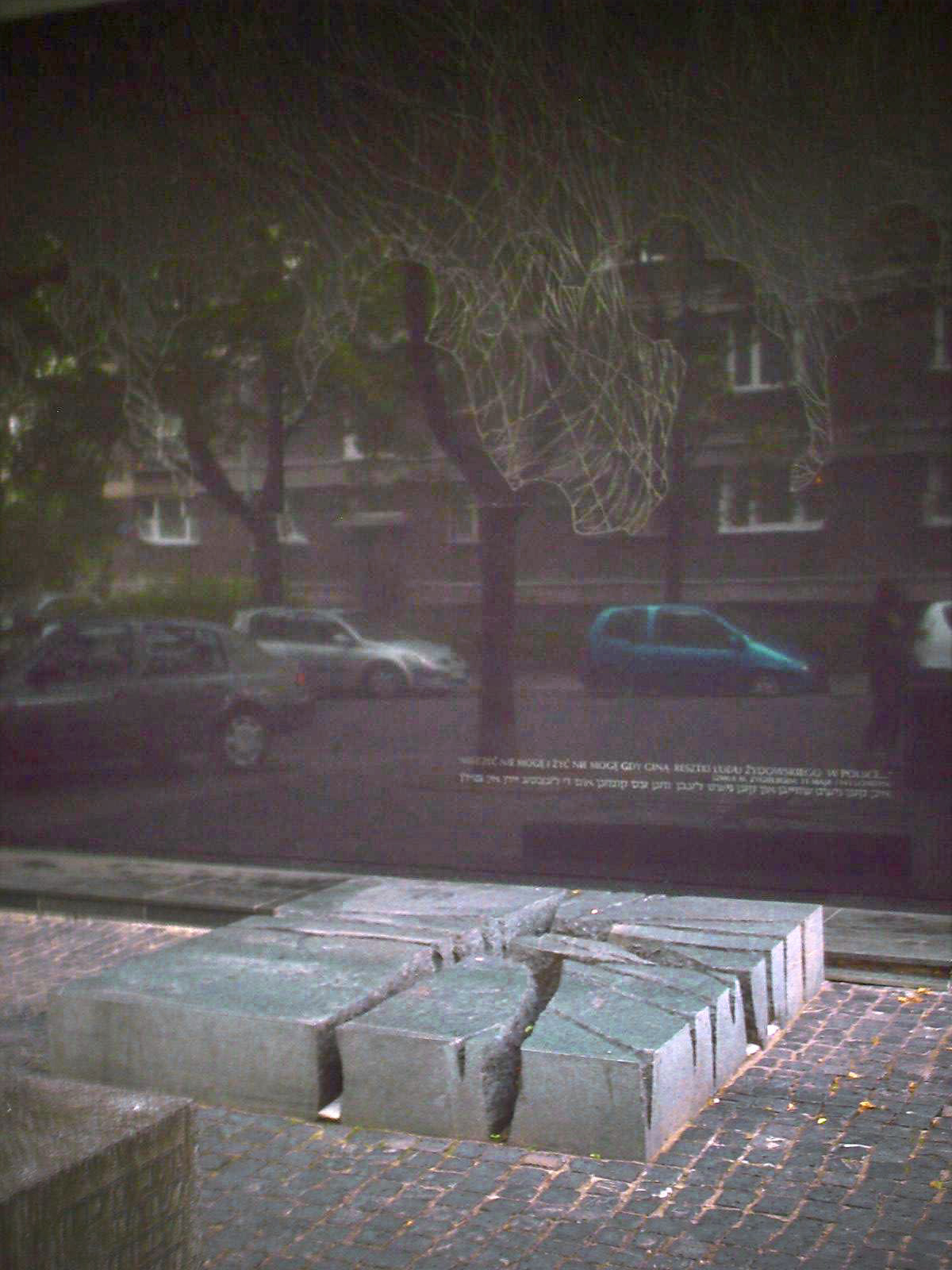
Pomnik Szmula Zygielbojma

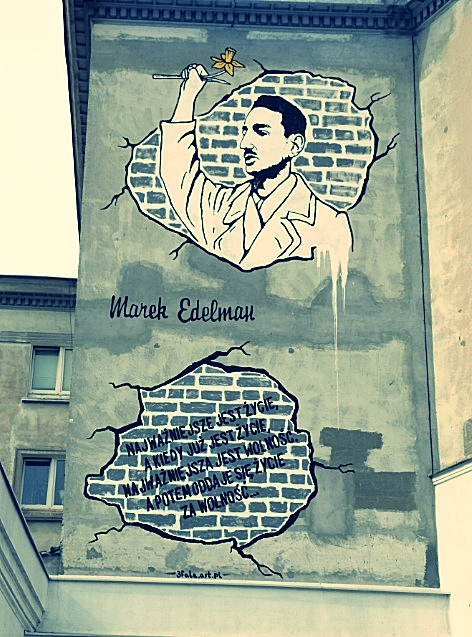
Nieistniejący mural Marka Edelmana – „Najważniejsze jest życie, a kiedy już jest życie, najważniejsza jest wolność. A potem odda się życie za wolność...”

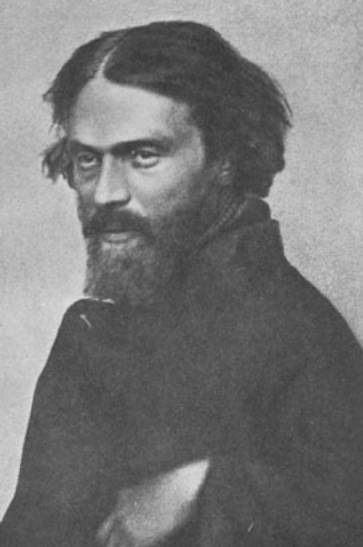
„O! Ty młodości mej stolico, z bruku radbym mieć kamień, na którym krew i łza nie świecą” C. K. Norwid

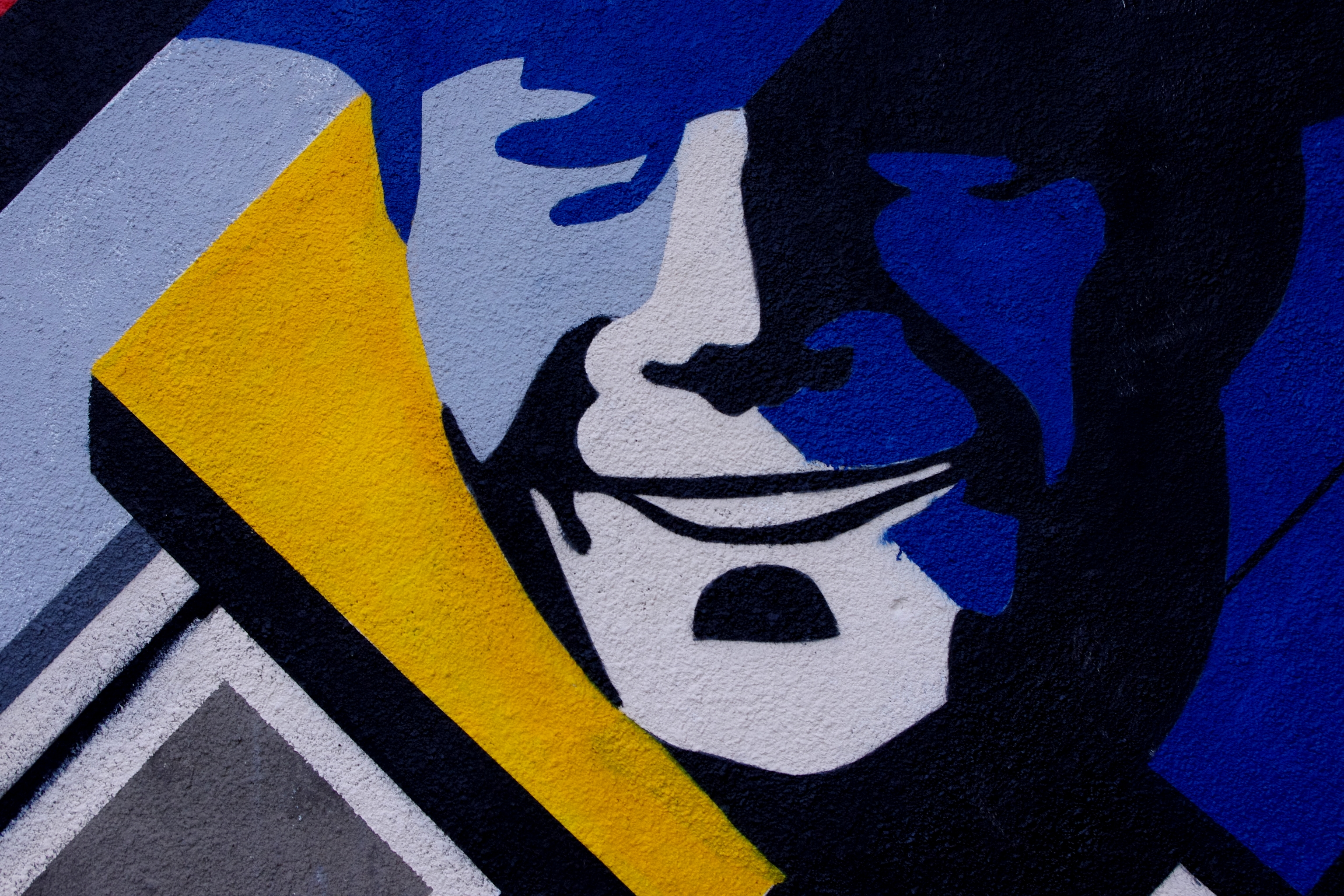
Mural upamiętniający Bohdana Lacherta na ul. Nowolipki

#### Pomniki
- Pomnik Bohaterów Getta, ul. L. Zamenhofa, al. I. Sendlerowej
- Bunkier Anielewicza, skrzyżowanie ul. Miłej i Dubois (d. ul. Miła 18)
- Pomnik Umschlagplatz, ul. Stawki
- Pomnik Poległym i Pomordowanym na Wschodzie, ul. Muranowska, skwer Matki Sybiraczki
- Pomnik Szmula Zygielbojma, ul. Zamenhofa
- Pomnik Willy’ego Brandta, skwer Willy’ego Brandta
- Pomnik Rady Pomocy Żydom „Żegota”, ul. Zamenhofa
- Ławeczka Jana Karskiego, aleja I. Sendlerowej
- Pomnik upamiętniający Redutę Matki Boskiej, al. „Solidarności”
- Kamień upamiętniający żołnierzy batalionu AK „Miotła” Zgrupowania „Radosław” z dowódcą batalionu mjr. Franciszkiem Mazurkiewiczem „Nieborą”, ul. Stawki
- Pomnik poległych żołnierzy batalionu „Chrobry I” oraz resztki Pasażu Simonsa, ul. Bohaterów Getta
- Trakt Pamięci Męczeństwa i Walki Żydów, ul. Zamenhofa, ul. Edelmana (dawna ul. Lewartowskiego), ul. Stawki, ul. Dubois
  - Drzewo Wspólnej Pamięci, ul. Zamenhofa, al. I. Sendlerowej
  - Pomnik Emanuela Ringelbluma, ul. Zamenhofa, al. I. Sendlerowej
  - Pomnik Józefa Lewartowskiego, ul. Zamenhofa róg Edelmana (dawna ul. Lewartowskiego)
  - Pomnik Michała Klepfisza, ul. Zamenhofa róg Edelmana (dawna ul. Lewartowskiego)
  - Pomnik Szmula Zygielbojma, ul. Edelmana 6 (dawna ul. Lewartowskiego)
  - Pomnik Ariego Wilnera „Jurka”, ul. Zamenhofa róg Miłej
  - Pomnik Mordechaj Anielewicz, ul. Dubois róg Miłej
  - Pomnik Meira Majerowicza „Marka”, ul. Dubois
  - Pomnik Pawła Frenkela, ul. Dubois róg Niskiej
  - Pomnik Frumka Płotnicka, ul. Dubois
  - Pomnik Icchaka Nyssenbauma, ul. Dubois
  - Pomnik Janusza Korczaka, ul. Dubois róg Stawki
  - Pomnik Icchaka Kacenelsona, ul. Stawki
- Pomniki granic getta:
  - ul. Dzika przy al. Jana Pawła II
  - ul. Dzika róg Stawki
  - al. „Solidarności” 76b (obok gmachu Warszawskiej Opery Kameralnej)
  - ul. Stawki przy Okopowej
  - ul. Andersa róg Świętojerskiej, Ogród Krasińskich
- Pomnik Drzewa Pawiackiego, Pawiak, ul. Dzielna
- Pomnik upamiętniający miejsce ukrycia Archiwum Ringelbluma, ul. Nowolipki 28 i 30[36]
- Kamień upamiętniający datę śmierci Jana Pawła II, al. Jana Pawła II
- Kamień Więzienia Kobiecego „Serbia”, al. Jana Pawła II
- Kamień na pamiątkę akcji uwolnienia więźniów PPS z Pawiaka w 1906, al. Jana Pawła II
- Głaz pamięci Bat. AK „Czata 49”, skwer Bat. AK Czata 49, róg ul. Dawidowskiego i Słomińskiego
- Głaz pamięci Bat. Harcerskiego AK „Wigry”, ul. W. Andersa
- Pomnik Żołnierza 1 Armii Wojska Polskiego, ul. gen. Andersa, skwer Więźniów Politycznych Stalinizmu
- Pomnik Bitwy o Monte Cassino oraz tablica upamiętniająca otwarcie armiom aliantów drogi na Rzym, Ogród Krasińskich

#### Tablice
- Tablica upamiętniająca nieistniejący Szpital Ewangelicki, ul. Karmelicka 2B, dawniej Karmelicka 10
- Tablica Pamięci Ludności Woli Wymordowanej w czasie Powstania 1944, u zbiegu ul. Leszno i al. „Solidarności”
- Tablica upamiętniająca Cypriana Kamila Norwida, al. „Solidarności” 72
- Tablica upamiętniająca Ludwika Zamenhofa, ul. Zamenhofa 5
- Tablica upamiętniająca Karola Levittoux, al. „Solidarności” 74 A
- Tablica upamiętniająca Redutę „Nałęcza”, al. „Solidarności” 68
- Tablica upamiętniająca ofiary prowokacji Hotelu Polskiego, Pawiak, ul. Dzielna
- Tablica upamiętniająca „Mały Przegląd”, ul. Nowolipki 9/13
- Tablica poświęcona Żydom, którzy w 1968 wyjechali z Polski, ul. Słomińskiego – Dworzec Gdański
- Tablica upamiętniająca Oddział Armii Krajowej Kedyw Kolegium „A”, ul. Stawki 6/8
- Tablica upamiętniająca mur Getta, ul. Stawki, róg ul. Dzikiej
- Tablica upamiętniająca szlak Powstania Warszawskiego, ul. Stawki, róg ul. Dzikiej
- Tablica upamiętniająca zdobycie „Gęsiówki” przez batalion „Zośka”, ul. Anielewicza 34[37]
- Tablice pamiątkowe Tchorka:
  - Miejsce Uświęcone Krwią Polaków 6 sierpnia 1944 r., ul. Ptasia
  - Miejsce Uświęcone Krwią Polaków 31 sierpnia 1944 r., al. „Solidarności” 66
  - Miejsce Uświęcone Krwią Polaków 11 lutego 1944 r., al. „Solidarności” 84
  - Miejsce Uświęcone Krwią Polaków 16 września 1944 r., al. „Solidarności” 90, Urząd Dzielnicy Wola
  - Miejsce Uświęcone Krwią Polaków, ul. Dzika 17
  - Miejsce Uświęcone Krwią Polaków, ul. W. Andersa, skwer Bat. AK Czata 49
- Tablica poświęcona pamięci oficerów i podoficerów Policji Państwowej II Rzeczypospolitej, ul. Nowolipie 2
- Tablica poświęcona poległym marynarzom, ul. Długa 13-15
- Tablica poświęcona żołnierzom Batalionu „Pięść”, ul. Długa 24
- Tablica poświęcona prof. dr hab. Marianowi Ratajowi, ul. Nowolipki

#### Murale
- Mural upamiętniający Marię Skłodowską-Curie, ul. Nowolipki 11[38]
- Mural Kobiet Muranowa: Tekli Bądarzewskiej, Cywii Lubetkin, Mary Berg, Janiny Bauman, Racheli Auerbach, Marysi Ajzensztadt; ul. Nowolipie 3[39][40]
- Mural przedstawiający wędrującego krasnala z katarynką i małpą, ul. Dzielna 79
- Mural Janusza Korczaka, Andersa 27
- Mural Ludwika Zamenhofa i języka esperanto, ul. Nowolipki 4
- Mural Bohdana Lacherta, ul. Nowolipki 17 (obecnie już nie istnieje)
- Mural byłych Mieszkańców al. Solidarności, dawnej ulicy Leszno, al. Jana Pawła II 44
- Mural Marka Edelmana (ul. Nowolipki)[41][42] (nie istnieje)[43].
- Mural Małego Powstańca, Szkoła Podstawowa nr 32 im. Małego Powstańca, ul. Edelmana (dawna ul. Lewartowskiego)
- Mural Ulicy Leszno 2, al. Solidarności 78

### Obiekty sportu i rekreacji
- Baseny na Inflanckiej
- Pływalnia Foka, ul. Esperanto 5

### Edukacja

#### Żłobki i przedszkola
- Przedszkole nr 8, ul. Karmelicka 3B
- Przedszkole nr 9, ul. Dzielna 5A
- Przedszkole nr 10, ul. Nowolipki 10A
- Przedszkole nr 11, ul. Dubois 3
- Przedszkole nr 12, ul. Niska 9
- Przedszkole nr 13, ul. Schillera 6A
- Przedszkole nr 72 dla Dzieci z Alergiami, al. Solidarności 72A
- Przedszkole nr 118, ul. Nowolipie 31A
- Przedszkole nr 124, ul. Dzielna 15B
- Przedszkole nr 127, ul. Nowolipki 21A
- Przedszkole nr 208 Specjalne, ul. Dzielna 1A
- Przedszkole nr 217 Sióstr Franciszkanek Rodziny Maryi, ul. Żelazna 97
- Przedszkole nr 269, ul. Smocza 22

#### Szkoły podstawowe
- Szkoła Podstawowa nr 210 im. Bohaterów Pawiaka, ul. Karmelicka 13[44]
- Szkoła Podstawowa nr 222 im. Jana Brzechwy, ul. Esperanto 7
- Szkoła Podstawowa nr 234 im. Juliana Tuwima, ul. Esperanto 5
- Szkoła Podstawowa nr 32 z Oddziałami Integracyjnymi im. Małego Powstańca, ul. Edelmana 2 (dawna ul. Lewartowskiego)[45]
- Państwowa Szkoła Muzyczna I stopnia nr 1 im. Oskara Kolberga, ul. Świętojerska 24[46]

#### Szkoły średnie
- V Liceum Ogólnokształcące im. ks. Józefa Poniatowskiego, ul. Nowolipie 8
- XXX Liceum Ogólnokształcące im. Jana Śniadeckiego, ul. Wolność 1/3
- XXXII Liceum Ogólnokształcące im. gen. Stefana Grota-Roweckiego, VI Liceum Profilowane, ul. Stawki 4
- XLV Liceum Ogólnokształcące im. Romualda Traugutta, ul. Miła 26
- LXXXI Liceum Ogólnokształcące im. Aleksandra Fredry, ul. Miła 7
- Zespół Szkół Ekonomicznych, ul. Stawki 6/8
- Zasadnicza Szkoła Poligraficzna, ul. Stawki 14
- Społeczne Liceum Ogólnokształcące nr 7 Społecznego Towarzystwa Oświatowego im. Bronisława Geremka, ul. Karmelicka 26
- Zespół Szkół Samochodowych i Licealnych nr 2 im. Czesława Orłowskiego, ul. Jana Pawła II 69
- Zespół Państwowych Szkół Plastycznych im. Wojciecha Gersona z Liceum Plastycznym, ul. Smocza 6

#### Uczelnie

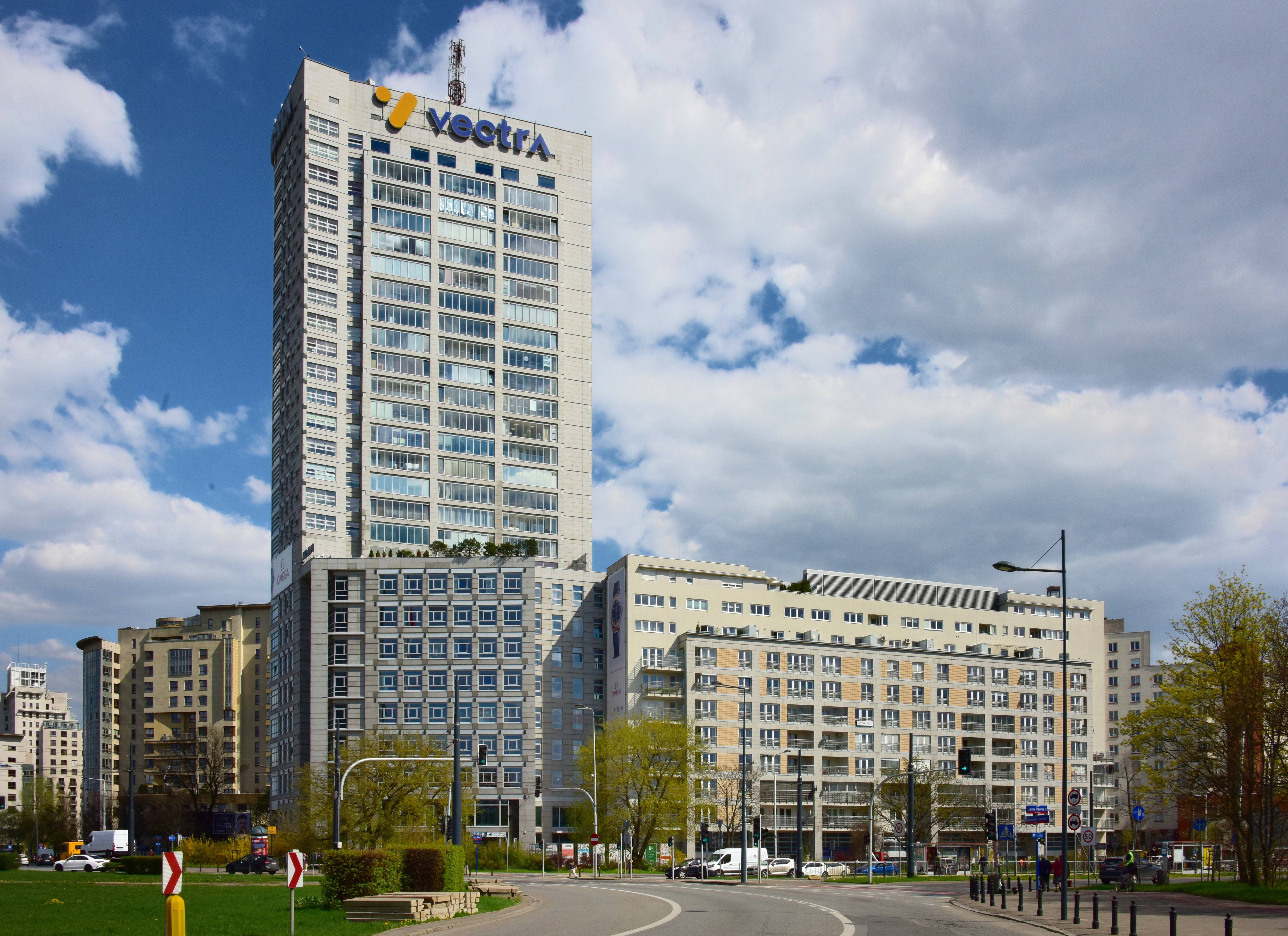
Babka Tower

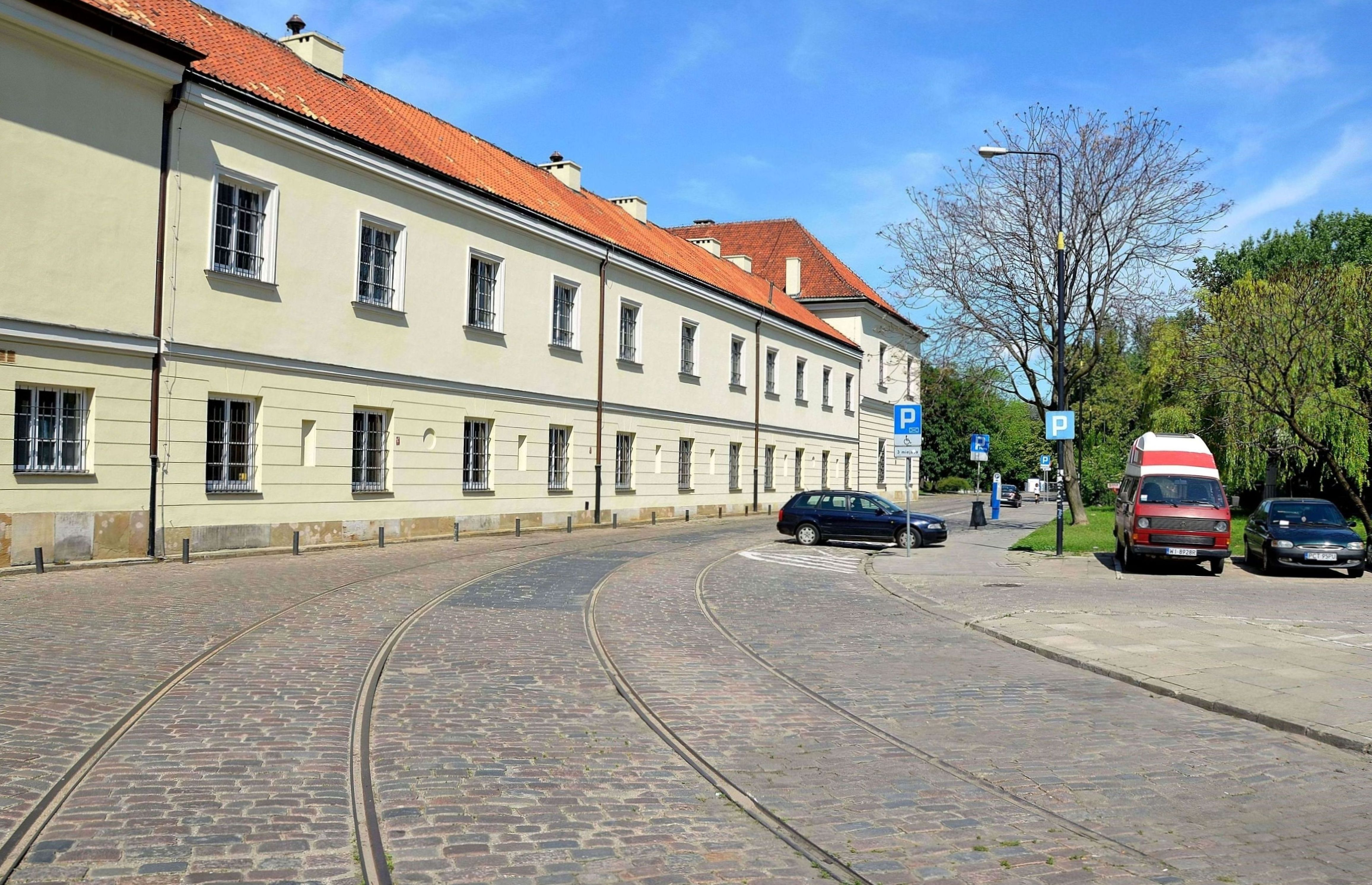
Ulica Stare Nalewki, zachowany odcinek dawnej ulicy Nalewki

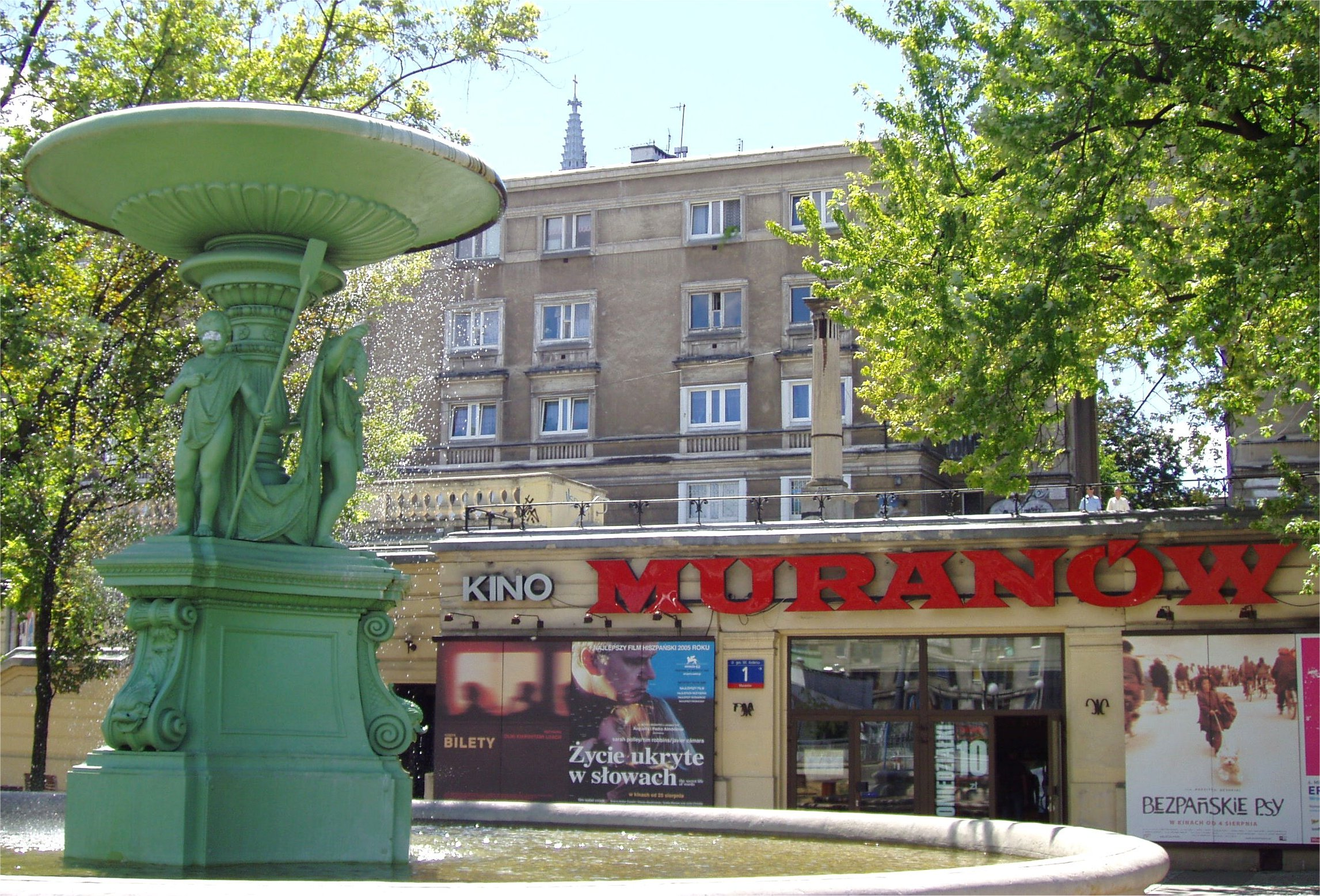
Fontanna na skwerze Batalionu Harcerskiego AK „Wigry” i kino Muranów przy ul. Andersa 1 od strony wschodniej

- Wydział Psychologii Uniwersytetu Warszawskiego, ul. Stawki 5/7
- Wydział Ekonomii Uniwersytetu Warszawskiego, ul. Długa
- Warszawska Wyższa Szkoła Informatyki, ul. Edelmana 17 (dawna ul. Lewartowskiego)
- OLYMPUS Szkoła Wyższa im. Romualda Kudlińskiego, ul. Wolność 2A
- Akademia Ekonomiczno-Humanistyczna w Warszawie d. WSFiZ, ul. Pawia 55
- Wyższa Szkoła Sztuki Filmowej i Reżyserii, ul. Nowolipie
- Chrześcijańska Akademia Teologiczna: pedagogika, praca socjalna, teologia, ul. Miodowa
- Wszechnica Polska – Szkoła Wyższa TWP, ul. Karmelicka 10

### Hotele
- Old Town Atmosphere
- Warsaw Overnight – Apartament Karmelicka
- Apartament Marshal
- Babka Tower Apartments & Suites
- E-Apartments
- Apartament Dzielna
- El-Hostel
- Apartamenty Sun&Snow Warszawa Murano
- ApartmentsApart-Varsovia
- Pirelli Apartament Hotel
- Bed and Breakfast Nowolipki
- Apartament Nowolipki 8
- Hotel IBIS

### Pozostałe budynki i obiekty
- Biurowiec Babka Tower
- Biurowiec Intraco I
- Biurowiec North Gate
- Biurowiec Gdański Business Center – w budowie
- Arsenał przy ul. Długiej
- Zabytkowy fragment ul. Nalewki (dziś ul. Bohaterów Getta) wraz z torami tramwajowymi z początku XX wieku
- Fontanna na skwerze Batalionu Harcerskiego AK „Wigry” od 1951 roku, poprzednio na placu Bankowym
- Do 2003 r. na północnym skraju Muranowa znajdował się Zakład Eksploatacji Autobusów R-5 „Inflancka”, który ustąpił miejsca budynkom mieszkalnym
- Resztki zabudowań fabryki mebli „Szczerbiński i Kamler” ul. Dzielna 72, miejsca siedziby Dowództwa Komendy Głównej AK w dniach 1–6 VIII 1944 w czasie powstania warszawskiego 1944 – zburzone w maju 2010 r.
- dawna Garbarnia „Temler i Szwede”, ul. Okopowa 78
- Resztki zabudowań ul. Stawki róg Okopowa
- Budynek ul. Nowolipki 20 (część byłej przedwojennej posesji Nowolipki 54?)
- Budynek ul. Żelazna 88 róg Leszno 80/82 – dawna siedziba Publicznych Szkół Powszechnych nr 10, 17, 56, 119 (jako część obecnego kompleksu Urzędu Dzielnicy Wola m.st. Warszawy, Aleja Solidarności 90)
- Budynek ul. Żelazna 103 z tablicą na ścianie upamiętniającą masowe zabójstwa ludności żydowskiej z terenu getta przez niemieckie władze okupacyjne, w latach 1942–1943 siedziba tzw. SD-Befehlstelle

### Organizacje pozarządowe
- Księgarnia i Klub Gazety Polskiej, al. Jana Pawła II, róg Dzielnej
- Fundacja Rodzić po Ludzku, ul. Nowolipie
- Polski Związek Esperantystów, ul. Andersa
- Fundacja Integracja, ul. Andersa[47]
- Polskie Towarzystwo Psychologiczne, ul. Stawki
- Stowarzyszenie Przyjaciół Integracji, ul. Dzielna
- Stowarzyszenie Inicjatyw Społeczno-Kulturalnych Stacja Muranów, ul. Andersa
- Stowarzyszenie Nowe Horyzonty, ul. Zamenhofa
- Fundacja Przyjaciel, ul. Nowolipki
- Fundacja SOS Obrony Poczętego Życia, ul. Nowolipie[48]
- Fundacja Café, ul. Andersa
- Towarzystwo Krzewienia Kultury Fizycznej Ognisko Muranów
- Fundacja Jeden Muranów
- Partnerstwo lokalne Przepis na Muranów

- Federacja na Rzecz Kobiet i Planowania Rodziny, ul. Nowolipie
- Centrum Aktywności Międzypokoleniowej „Nowolipie”, ul. Nowolipie[49]
- Centrum Kultury Jidysz Fundacji Shalom, ul. Andersa
- Fundacja Rozwoju Demokracji Lokalnej Centrum Mazowsze, ul. Długa
- Fundacja Oświata Polska Za Granicą, skwer Kardynała Wyszyńskiego
- Fundacja Pozytywny Impuls, ul. Leszno
- Stowarzyszenie mali bracia Ubogich, ul. Andersa
- Państwomiasto, ul. Andersa 29
- Fundacja i Stowarzyszenie Projekt: Polska, ul. Andersa
- Centrum Architektury, ul. Andersa[50]
- Fundacja Chrześcijańska NEBO, ul. Nowolipie[51]
- Fundacja Nasz Wybór, ul. Zamenhofa
- Klub Jagielloński Oddział Warszawa, ul. Andersa[52]

## Wizyty przywódców zagranicznych
- Wiceprezydent Stanów Zjednoczonych Richard Nixon – pomnik Bohaterów Getta, ruiny Koszar Wołyńskich, sierpień 1959 r.
- Kanclerz Niemiec Zachodnich Willy Brandt – pomnik Bohaterów Getta, 7 grudnia 1970 r.
- Prezydent Stanów Zjednoczonych Richard Nixon – pomnik Bohaterów Getta, 1972 r.
- Prezydent Stanów Zjednoczonych Jimmy Carter – pomnik Bohaterów Getta, grudzień 1977 r.
- Papież Jan Paweł II – Muzeum Więzienia „Pawiak”, pomnik Bohaterów Getta, Pałac Arcybiskupi, 18 czerwca 1983 r.
- Papież Jan Paweł II – Pałac Arcybiskupi, 8 czerwca oraz 13 czerwca 1987 r.
- Prezydent Izraela Ezer Weizman – pomnik Bohaterów Getta (50. rocznica Powstania w Getcie Warszawskim), 19 kwietnia 1993 r.
- Prezydent Stanów Zjednoczonych Bill Clinton – pomnik Bohaterów Getta, 7 lipca 1994 r.
- Królowa Elżbieta II i książę Edynburga Filip – Pomnik Umschlagplatz, 25 marca 1996 r.
- Papież Jan Paweł II – Pomnik Umschlagplatz, 11 czerwca 1999 r.
- Prezydent Stanów Zjednoczonych George W. Bush – pomnik Bohaterów Getta, 15 czerwca 2001 r.
- Prezydent Stanów Zjednoczonych Barack Obama – pomnik Bohaterów Getta, 27 maja 2011 r.

## Muranów w filmie
- „Przygoda na Mariensztacie”, reż. Leonard Buczkowski – schody i taras nad dzisiejszym Kinem Muranów przy ulicy Andersa udawały teren osiedla Mariensztat
- „Piąta rocznica powstania w getcie warszawskim”, prod. Saul Goskind, Natan Gross – dokumentalne zdjęcia z powstania, z czterech manifestacji, jakie odbyły się na gruzach getta od roku 1944, założenie kamienia węgielnego pod przyszły pomnik Bohaterów Getta, przygotowania do uroczystości piątej rocznicy
- „Obywatel Piszczyk”, reż. Andrzej Kotkowski – Skwer Więźniów Politycznych Stalinizmu, skrzyżowanie Anielewicza z Andersa
- „Przepraszam, czy tu biją?”, reż. Marek Piwowski, seriale: „07 zgłoś się”, „Ekstradycja” – Pałac Mostowskich jako komenda policji
- „Dekalog”, reż. Krzysztof Kieślowski – osiedle Stawki[53]
- „Trzy kolory. Biały”, reż. Krzysztof Kieślowski – tereny nad kinem Muranów
- „Warszawa”, reż. Dariusz Gajewski – tereny nad kinem Muranów